# 名古屋女子大生誘拐殺人事件
名古屋女子大生誘拐殺人事件（なごやじょしだいせいゆうかいさつじんじけん）とは、1980年（昭和55年）12月2日に愛知県名古屋市で発生した身代金目的の誘拐殺人事件。金城学院大学3年生の女子大生A（当時22歳：名古屋市港区南陽町在住）が同市中川区富田町で、寿司店員の木村 修治（事件当時30歳）によって誘拐・殺害された。その後、犯人の木村はAの家族に対し、身代金を要求する電話を複数回かけた一方、Aの死体を東名阪自動車道の木曽川橋（愛知県海部郡弥富町）から木曽川に投棄した。被害者Aの名前から、○○○〔Aの実名〕さん誘拐殺人事件と呼称される場合もある。
木村は1987年（昭和62年）8月6日に最高裁で死刑判決が確定し、1995年（平成7年）12月21日に名古屋拘置所で死刑を執行されている（45歳没）。

## 概要
本事件は戦後106件目の身代金目的誘拐事件である。犯人の木村修治は、富吉温泉（愛知県海部郡蟹江町）で妻や義母とともに寿司屋を経営していたが、中学時代の同級生である女性との不倫や、競輪・競馬などのギャンブルによって約2,800万円の借金を抱え、その返済に窮した末、金城学院大学に通う女子大生を標的とした身代金目的誘拐殺人を計画。12月2日、英語の家庭教師の依頼を装って被害者Aを呼び出し、誘拐した直後にロープで絞殺、2日後の12月4日には死体を木曽川に遺棄した。また、Aの家族に対し、18回にわたって身代金3,000万円を要求する電話をかけた。木村は翌1981年（昭和56年）1月、愛知県警特別捜査本部によって逮捕され、同年3月までに名古屋地検により、身代金目的拐取、拐取者身代金要求、殺人、死体遺棄の罪で名古屋地裁へ起訴された。
中部管区警察局は、本事件を1980年2月 - 3月に発生した富山・長野連続女性誘拐殺人事件（警察庁広域重要指定111号事件）に次ぐ認定第2号事件に指定した。本事件は、被害者が地元では名門として知られる女子大学の学生だったことや、テレビのワイドショーで連日大きく報道されたことから、大きな社会的関心を集めた。また、大捜索が行われたにも拘らず、木曽川に投棄された遺体が容易に発見されなかったことも、世人の関心を集める一因となり、一時は「遺体なき殺人事件」になることも危惧されたが、刑事裁判の第一審初公判直前（1981年5月5日）になって、魚釣りをしていた一般人によって遺体が発見された。
被告人の木村は、第一審の公判では起訴事実を認め、1982年（昭和57年）3月に死刑判決を言い渡された。木村の弁護人は控訴したが、名古屋高裁は翌1983年（昭和58年）1月に控訴棄却の判決を宣告した。上告審で木村側の弁護団は、犯行の周到な計画性を否定した上で、死刑違憲論や木村が深く反省している旨などを主張し、無期懲役への減軽を訴えたが、最高裁第一小法廷（大内恒夫裁判長）は1987年7月9日、上告棄却の判決を宣告。木村は同年8月6日付で死刑が確定し、1995年12月21日に名古屋拘置所で死刑を執行された。
女子大生および女子短大生が被害者となった身代金目的誘拐事件は、1978年（昭和53年）に佐賀県佐賀市で女子短大生（当時20歳）が誘拐された事件以来、2件目だった。また、成人が被害者となった戦後の身代金目的誘拐事件は、本事件が23件目（うち未遂3件）だったが、被害者が殺害された事件は、新潟デザイナー誘拐殺人事件（1965年〈昭和40年〉1月13日発生）、富山・長野連続女性誘拐殺人事件の「長野事件」（1980年3月5日発生）を含む3件に続き、本事件が4件目だった。
昭和56年版『警察白書』によれば、1980年は身代金目的誘拐事件の件数（13件発生）が当時、史上最多を記録した年で、誘拐された11人のうち、本事件の被害者Aを含む計4人（ほか2人は富山・長野連続女性誘拐殺人事件の被害者2人と、司ちゃん誘拐殺人事件の被害者1人）が殺害されていた。本事件を含む同年の誘拐事件の多くは、狙う相手の資産に関係なく、行きずりに誘拐した被害者を直後に殺害するという特徴があった。
『読売新聞』は2000年（平成12年）末、日本国内で20世紀に発生した主な身代金目的の誘拐事件として、1963年（昭和38年）に発生した吉展ちゃん誘拐殺人事件、本事件と同じ1980年に発生した富山・長野連続女性誘拐殺人事件、そして本事件の3件を挙げている。また、名古屋テレビ放送（メ〜テレ）が2012年（平成24年）1月9日、開局50周年記念番組『ドデスカ!UP!増刊号』の番組内で、東海地方の「心に残るニュース50選」を放送するため、「事件＆事故」部門でアンケートを集計したところ、本事件は14位に入っている。

### 略年表
| 事件発生から捜査         | 事件発生から捜査   | 事件発生から捜査 | 事件発生から捜査 | 事件発生から捜査 |
| 段階                     | 年                 | 月日             | 木村の動向 | 捜査機関の動向 |
| ------------------------ | ------------------ | ---------------- | --- | --- |
| 事件発生                 | 1980年（昭和55年） | 12月2日          | 木村が戸田駅前で被害者Aを誘拐し、直後に車内で絞殺。海部郡立田村で死体を梱包し、A宅に身代金要求の電話をかけ始める。 Aが誘拐された際、彼女が戸田駅前で男と落ち合う姿を近隣住民が目撃している（後述）。                                                           | Aの家族は愛知県警に通報、同県警による特別捜査本部が設置される。特捜本部はA宅にかかってくる電話の逆探知を開始。 |
| 事件発生                 | 1980年（昭和55年） | 12月3日          | 木村、Aの死体を木曽川右岸の河川敷（三重県桑名郡長島町）に隠す。また、Aの父親Bらを喫茶店「師崎」（蟹江町）に呼びつけ、東名阪自動車道の非常電話ボックス（津島市鹿伏兎町）から身代金3,000万円を落とさせようとしたが、失敗に終わる。                               | 特捜本部は未明、報道機関各社と報道協定を締結。 同日夜、犯人（木村）の指示を受けて「師崎」に捜査員を張り込ませ、逮捕作戦を展開するが、木村の指示に反して身代金を投下せず、犯人との接触の機会を逃す。 その後、木村から「Aの弟Cに身代金を持ってこさせろ」と要求されるが、「未成年のCを1人で出すのは危険」との理由で要求に従わず、再び犯人逮捕の機会を逃す。 |
| 事件発生                 | 1980年（昭和55年） | 12月4日          | 木村は妻らに多額の借金を知られたことなどから、身代金入手を断念。 遺体を木曽川に遺棄することを決める。 | 特捜本部、木村が電話をかけた可能性がある中川区内での鑑識活動や、戸田駅前での聞き込みなどの捜査を開始。 |
| 事件発生                 | 1980年（昭和55年） | 12月5日          | 木村はBたちを春日井駅（国鉄中央線）に向かわせた一方、Aの死体を改めてブルーシートなどで包み直した上で、東名阪道下り線の木曽川橋から木曽川に投げ捨てる。 | 特捜本部、木村から「春日井駅に来い」との要求を受けて同駅で2時間近く待機するが、木村は現れず。 |
| 事件発生                 | 1980年（昭和55年） | 12月6日以降      | 木村は「寿し富」を閉店し、名駅地下街サンロードの寿司屋で働き始める。しかし公開捜査開始後、親族らから「犯人の声がお前に似ている」などと疑いをかけられるようになる。                                                                                             | 特捜本部は隣接する三重・岐阜など10府県警と警視庁から応援を得て捜査体制を拡大するが、犯人からの接触は途絶え、有力な目撃情報も得られない状態が続く。 愛知県警は26日、報道協定を解除して公開捜査を開始。丸谷定弘県警本部長が記者会見で、犯人に「Aを解放せよ」と訴える。 同時に犯人による脅迫電話の音声を公開し、広く情報提供を求める。                      |
| 逮捕・起訴               |                    |                  | | |
| 逮捕                     | 1981年（昭和56年） | 逮捕前           | 特捜本部に寄せられた一般からの情報提供や声紋鑑定（後述）などから、木村が捜査線上に浮上する（木村が捜査線上に浮上）。同本部が木村の知人から協力を得て、彼の電話の声を録音した上で犯人の声と照合したところ、互いに酷似していることが判明、木村への嫌疑が強まる。 | 特捜本部に寄せられた一般からの情報提供や声紋鑑定（後述）などから、木村が捜査線上に浮上する（木村が捜査線上に浮上）。同本部が木村の知人から協力を得て、彼の電話の声を録音した上で犯人の声と照合したところ、互いに酷似していることが判明、木村への嫌疑が強まる。                                                                                           |
| 逮捕                     | 1981年（昭和56年） | 1月20日          | 県警特捜本部、木村を任意同行。木村がAを誘拐・殺害したことを自供したため、同日午後に身代金目的誘拐容疑で逮捕。 | 県警特捜本部、木村を任意同行。木村がAを誘拐・殺害したことを自供したため、同日午後に身代金目的誘拐容疑で逮捕。 |
| 起訴                     | 1981年（昭和56年） | 2月10日          | 名古屋地検、木村を身代金目的拐取罪で名古屋地裁に起訴。木村は翌11日、殺人・死体遺棄容疑で特捜本部に再逮捕される。 | 名古屋地検、木村を身代金目的拐取罪で名古屋地裁に起訴。木村は翌11日、殺人・死体遺棄容疑で特捜本部に再逮捕される。 |
| 起訴                     | 1981年（昭和56年） | 3月5日           | 木村、殺人・死体遺棄罪で追起訴。 | 木村、殺人・死体遺棄罪で追起訴。 |
| 起訴                     | 1981年（昭和56年） | 5月5日           | 木曽川で釣り人により、Aの遺体が発見される。 | 木曽川で釣り人により、Aの遺体が発見される。 |
| 刑事裁判から死刑執行まで |                    |                  | | |
| 第一審                   | 1981年（昭和56年） | 5月15日          | 名古屋地裁刑事第3部（塩見秀則裁判長）で木村被告人の第一審初公判が開かれる。 | 名古屋地裁刑事第3部（塩見秀則裁判長）で木村被告人の第一審初公判が開かれる。 |
| 第一審                   | 1981年（昭和56年） | 12月24日         | 木村、論告求刑公判で死刑を求刑される。 | 木村、論告求刑公判で死刑を求刑される。 |
| 第一審                   | 1982年（昭和57年） | 2月2日           | 木村の弁護人による最終弁論が行われ、第一審は結審。 | 木村の弁護人による最終弁論が行われ、第一審は結審。 |
| 第一審                   | 1982年（昭和57年） | 3月23日          | 木村、名古屋地裁刑事第3部（塩見秀則裁判長）で死刑判決を受ける。 | 木村、名古屋地裁刑事第3部（塩見秀則裁判長）で死刑判決を受ける。 |
| 第一審                   | 1982年（昭和57年） | 4月5日           | 木村の弁護人である小栗孝夫が判決を不服として、名古屋高裁へ控訴する。 | 木村の弁護人である小栗孝夫が判決を不服として、名古屋高裁へ控訴する。 |
| 控訴審                   | 1982年（昭和57年） | 10月18日         | 控訴審初公判。次回公判（同年11月24日）で結審。 | 控訴審初公判。次回公判（同年11月24日）で結審。 |
| 控訴審                   | 1983年（昭和58年） | 1月26日          | 名古屋高裁刑事第2部（村上悦雄裁判長）、木村の控訴を棄却する判決を宣告。木村は即日上告。 | 名古屋高裁刑事第2部（村上悦雄裁判長）、木村の控訴を棄却する判決を宣告。木村は即日上告。 |
| 上告審                   | 1987年（昭和62年） | 7月9日           | 木村、最高裁第一小法廷（大内恒夫裁判長）で上告棄却の判決を受ける。 | 木村、最高裁第一小法廷（大内恒夫裁判長）で上告棄却の判決を受ける。 |
| 上告審                   | 1987年（昭和62年） | 8月6日           | 同日、木村の死刑が正式に確定する。 | 同日、木村の死刑が正式に確定する。 |
| 死刑確定後               | 1993年（平成5年）  | 9月10日          | 木村、名古屋拘置所長宛に恩赦を出願する。 | 木村、名古屋拘置所長宛に恩赦を出願する。 |
| 死刑確定後               | 1995年（平成7年）  | 12月21日         | 木村、名古屋拘置所で死刑を執行される（45歳没）。 | 木村、名古屋拘置所で死刑を執行される（45歳没）。 |

## 被害者A
本事件の被害者である女子大生A（当時22歳：名古屋市港区南陽町在住）は、男性B（事件当時51歳：名古屋市立正保小学校教諭）の長女で、金城学院大学文学部英文科3年に在学していた。事件当時は身長160cm、体重約47kgで、父親B、弟C（当時18歳：予備校生）と3人暮らしだった。
Aは1958年（昭和33年）4月12日に生まれ、地元の南陽小学校・南陽中学校および県立松蔭高校を経て、1浪の後に1978年（昭和53年）4月、金城学院大学英文科に入学した。大学1年生だった同年5月25日、出勤する両親とともに車に乗り合わせて登校していた途中、交差点で一時停止を無視した車と出会い頭に衝突され、車ごと用水路に転落するという事故に遭遇している。A自身は父Bによって助けられたが、Aの母親である女性D（Bの妻、当時44歳：市立篠原小学校教諭）は水中に沈んだ車から脱出できず、溺死している。この事故で母Dを亡くして以来、Aは家庭の主婦代わりとしてBやCの面倒を見る傍ら、休日にも図書館通いをするなどしていた、「真面目で人柄のよい女性」であった。一方、この事故でBには補償金3,000万円が支払われており、事件当時は自宅が改築されていたこともあって、犯人がその補償金を狙ったという見方もなされていたが、木村はこの事故のことは知らず、最初にA宅に電話をかけた際、彼女とCの母であるDが既に死亡していることをCから聞かされ、驚いたという旨を述べている（後述）。Aは慎重かつ用心深い性格であり、「恋人は英語」と言うほどの勉強家で、親しい男性はいなかった。BもAの「家で学習塾をやりたい」という希望に応えるため、老朽化していた自宅をリフォームしており、事件発生当時は完成間近だった。
Aは大学で山岳部に所属しており、登山費用を稼ぐために1980年5月ごろから家庭教師の働き口を探していた。1980年10月6日付の『中日新聞』市民版の「告知板・英語教えます」のコーナーには、Aが英語の家庭教師のアルバイトの働き口を求める投稿をしており、彼女の住所・氏名が紙面に掲載されていた。ただし告知者の電話番号はいたずら電話を防ぐため、紙面には掲載されておらず、発行元である中日新聞社の読者担当課が、家庭教師を探している人の問い合わせに応じて教えることになっていた。Aはこの「告知板」に自身の名前を掲載して以降、4、5件の家庭教師の依頼を受けて喜んでいた一方、男性から「付き合ってくれ」「家はどこか教えてくれ」などの電話がかかるようになったことから、10月下旬には親しい友人に対し、怯えたような様子で「変な人から電話がかかってきて怖い」「足音が家の前まで来て止まるような気がするから、1人の時は必ず（家の扉に）鍵をかけている」という旨を打ち明けている。

## 事件の経緯
木村は事件前、魚の行商を営んでいた大叔父（祖父の弟）の同業者であった甲の長女・乙と結婚して2人の子供をもうけ、乙や義母（甲の妻）とともに甲から受け継いだ寿司屋「寿し富」（富吉温泉内に出店）を経営していたが、甲・乙父娘から独立計画を反対されたことから乙への愛情が冷えていたところ、中学時代の同級生だった女性・丙と不倫関係になり、1980年1月ごろ、彼女が名古屋市名東区猪高町大字猪子石のアパートに引っ越して以降、自宅のある蟹江町と丙宅のある猪高町の二重生活を続けるようになる。木村は丙の引越し費用を工面するための借金（約200万円）や、丙に渡していた毎月の生活費（約20万円）によって多額の出費を抱え、一攫千金を夢見て競輪・競馬などのギャンブルに手を出すが、負けが込んでは借金を重ね、11月ごろには借金の総額が2,800万円（利息だけで月約80万円）に達し、返済に窮するようになった。

### 犯行計画
1980年11月25日、多額の借金を抱えて追い詰められていた木村は、丙宅で読んだ『中日新聞』の告知板欄に、金城学院大学の大学生が家庭教師の働き口を求める記事が掲載されているのを見た。木村は、同学に通う学生は資産家の娘であることを知っていたことや、常に「金が欲しい」と考えていたことから、同学の大学生を誘拐し、その親から身代金を奪い取り、借金の返済に充てることを思いついた。木村はその記事を掲載した女子大生宅の電話番号を調べ、同月28日朝、名古屋市内の公衆電話から同宅に電話し、応対に出た女子大生を誘拐しようと考えながら、家庭教師の依頼を装って女子大生を呼び出そうとしたが、その女子大生からは「距離が遠すぎる」という理由で断られた。このため、木村は家庭教師の依頼に応じてくる別の同学生を誘拐すべく、直後に丙宅から、同様の告知板欄が掲載されている『中日新聞』数日分とともに、電話帳や名古屋市区分地図を借り、「寿し富」に持ち帰った。
木村は翌日（11月29日）夕方、「寿し富」で仕事をしていたところ、借金をしていた相手であるノミ行為の胴元の男から、電話で借金の返済を催促された。さらに同日21時ごろには、この男が多数の仲間を連れて「寿し富」に押しかけ、木村に支払いを強く要求したため、木村はその場で宛もないまま「12月3日までには支払う」と約束することを余儀なくされた。また、木村は彼以外にも別のノミ行為の胴元や、大口の借金先からも、12月初めには借金を返済するよう約束しており、早急に約500万円ほどの金を工面する必要に迫られていたことから、改めて「金城学院大学生を誘拐して、その身内から身代金を奪おう」と決意した。
木村は以前のターゲットに電話した際、闇雲に電話をしたことから断られていたため、誘拐方法やその後の処置などを考え続けた結果、以前観たことのある映画『天国と地獄』や、高速道路を利用して身代金を奪った事件があることなどを思い出し、それらを参考にしながら、「金城学院大学の学生に『家庭教師を依頼したい』と嘘の電話をかけ、適当な待ち合わせ場所を決め、自分はその付近に住んでいることにして誘い出し、自宅に案内する名目で自動車に乗せる。その後はすぐに脅迫電話をかける必要がある」「後日の逮捕を免れるため、誘拐したら直ちに被害者の首を絞めて殺害し、死体は発見されないように川に沈める。身代金は高速道路の高架上から下に投下させ、安全に奪い取る」などといった犯行手口を考えた。殺害方法としてロープによる絞殺を選んだ理由は、車内に血痕などの証拠を残さないためだった。そして、犯行日については、「寿し富」の休業日に当たる水曜日か、乙にアルバイトの日としていた火曜日として、店を留守にする不自然さを隠すことなどを考えた。なお、木村はAに電話する前、既に犯行日（12月2日）を店休日（3日と連休）にすることを決めていた旨を述べている。

### 誘拐の準備・下見

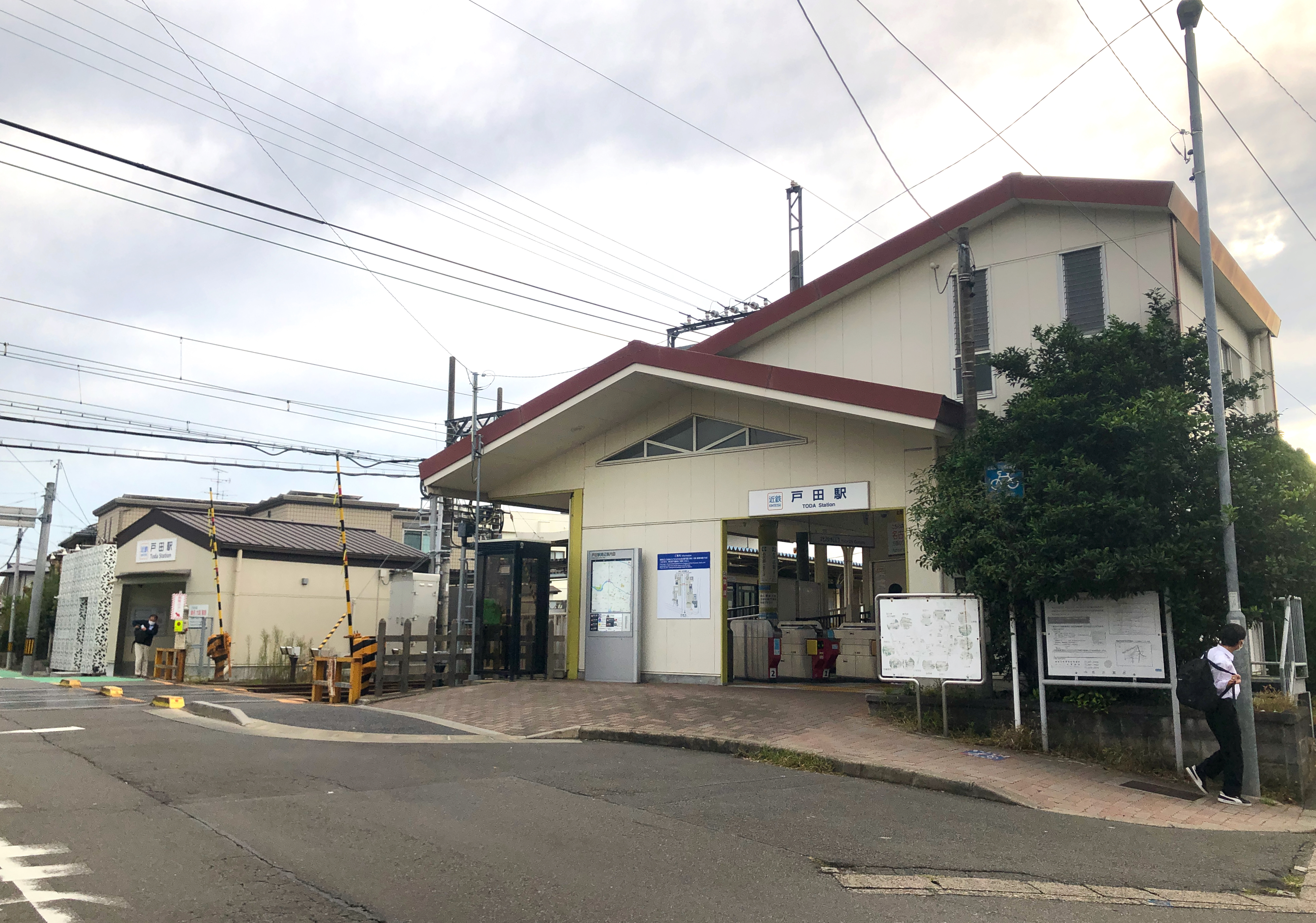
木村がAを誘拐した近鉄名古屋線の戸田駅（2022年10月撮影）。

木村は事件前日（1980年12月1日）午後、「寿し富」店内で、丙宅から持ち帰っていた『中日新聞』の告知板欄を見返し、その中から金城学院大学生のAを選び出した上で、電話帳などでAの父親B宅の電話番号を探し出し、誘拐・殺害の標的をAに決めた。木村は、金城学院大学には裕福な家庭の子女が在学していることや、Aの住所から、A宅を「相当な資産家に違いない」と考えていた。また、木村は名古屋競馬場に通う際、Aの住む南陽町をたびたび通っていたことや、義両親の出身地が南陽町に近かったことから、同町には土地勘があった。
木村はAを誘拐し、彼女の近親者の憂慮に乗じて身代金を得るため、同日18時ごろ、「寿し富」店内からA宅に電話をかけ、応対したAに対し、「丁」という偽名を名乗った上で、Aの近所に住んでいた中学1年生の父親になりすまし、「英語の家庭教師を依頼したい」という旨を申し付けた。そして、Aと翌日（12月2日）18時15分ごろ、A宅近くにある戸田駅（近鉄名古屋線：名古屋市中川区富田町）駅舎脇の公衆電話ボックス前で会う約束を取り付けた。しかし、木村は上告趣意書で、この時点では電話ボックスの有無さえ知らず、自分の連絡先と称してAに架空の電話番号を教えていた旨を主張している。
事件当日の12月2日、木村は「寿し富」を休業し、同日8時ごろに知人である尾西市（現：一宮市）の寿司店主・戊に借金を申し込んだが、戊から11月に「子供の病気の治療費」名目で借りた500万円を返済していなかったため、断られた。同日、木村は丙宅近くの雑貨屋（名古屋市名東区猪高町）で、絞殺用のロープ2本を購入したが、人を殺すことの恐ろしさから迷いも生じ、「Aを殺害しないで金を作りたい」とも考えた。このため、木村は15時過ぎごろに名古屋競輪場（名古屋市中村区）へ出掛け、最後の賭けを試みた。木村は当時の心境について「出来れば犯行を回避したい」との思いだったことを主張しているが、名古屋高裁（1983）は木村がその直前に、凶器のロープを適当な長さに切断するための安全かみそりを購入していたことを挙げ、「（最後の賭けを試みていたことは）真摯に犯行を回避しようと考えていたものとは認められない」と指摘している。木村は「勝負に賭けるというよりは人生に賭ける、というような心境」で、手持ちの金約20万円を注ぎ込んだが、全部負けてしまったため、かくなる上は計画通りAの誘拐を実行するほかはないと決意を新たにし、競輪場を出た。そして、自分の車であるダットサンバネット（ナンバー：名古屋46 つ8190）を運転し、Aとの待ち合わせ場所に指定していた戸田駅前の公衆電話ボックス付近まで行き、下見をした。木村が「T駅」（＝戸田駅）を訪れたのは約5年ぶりだったが、Aとの通話で知った公衆電話ボックス（駅前踏切の北側にある）をこの時初めて確認し、同時に踏切の南側に派出所（後述）があることなどに気づいた旨を、後に自著で記している。戸田駅は当時、駅員1人の小駅だったが、事件発生時は夕方のラッシュピークで、名古屋方面からの普通電車が10 - 15分間隔で到着するたびに、100 - 150人の降車客があった。一方で事件当日（火曜日）は、公衆電話ボックスがある駅前広場に接していた美容院は定休日だった。

### Aを誘拐
さらに、木村はその付近の農道を走り回り、付近に民家がないことを確かめて殺害場所を決めるなどした上で、中川区内の自動車用品販売店やスーパーで、死体の梱包用にレジャーシートやロープなどを購入。そして、先に雑貨店で購入してあったロープをダットサンバネットの運転席ドアについていた物入れに入れるなどして、準備を整えた。ただし、木村は自著で、当時はAを人気のないところまで行ってから縛り上げるつもりだった（＝まだ殺害することまでは計画していなかった）という旨を主張し、ロープは縛るために用意したに過ぎないという旨を述べている。
一方で同日朝、AはBに地下鉄六番町駅まで車で送ってもらって大学に登校していた。Aは友人とともに大学から帰る途中、金山駅（名古屋市営地下鉄名城線）で別れる際に「家に帰って家庭教師に行く」と話し、いったん帰宅。18時10分ごろ、自転車で自宅から約2 km離れた戸田駅（木村との待ち合わせ場所）に向かった。誘拐される約3時間前、Aは学友（先述のいたずら電話を打ち明けた相手）に対し、「（依頼相手は）家まで車で迎えに来ると言ったんだけど、悪人だといけないから、私が駅まで行くことにした」と、別の学友に対しても「よくわからない相手で心配だから、人の大勢いる駅で待ち合わせるの」と、それぞれ打ち明けていた。
その後、木村は待ち合わせ時間まで近くのパチンコ店で時間を潰し、18時15分ごろ、バネットで戸田駅まで行き、約束通り駅舎脇の公衆電話ボックスにAが来ていることを確認。Aは当時、スカイブルーのツーピース姿だった。木村は、駅から南方約50mの駐車場（座標）入口付近にバネットを駐車し、助手席側ドアをロックしてからそのノブを緩め、車内からはドアを開けられないよう細工した上で、駅まで徒歩で向かった。18時20分ごろ、木村はAに「Aさんですか、丁です。車で来ていますから車に乗って下さい。」「終ったらまたここまで送ってきますから。」などと嘘を言い、それを信じ込んだAを駐車場まで誘い出すと、Aを助手席からバネットに乗車させ、車を発進させて蟹江町方面に走行した。

#### 目撃証言

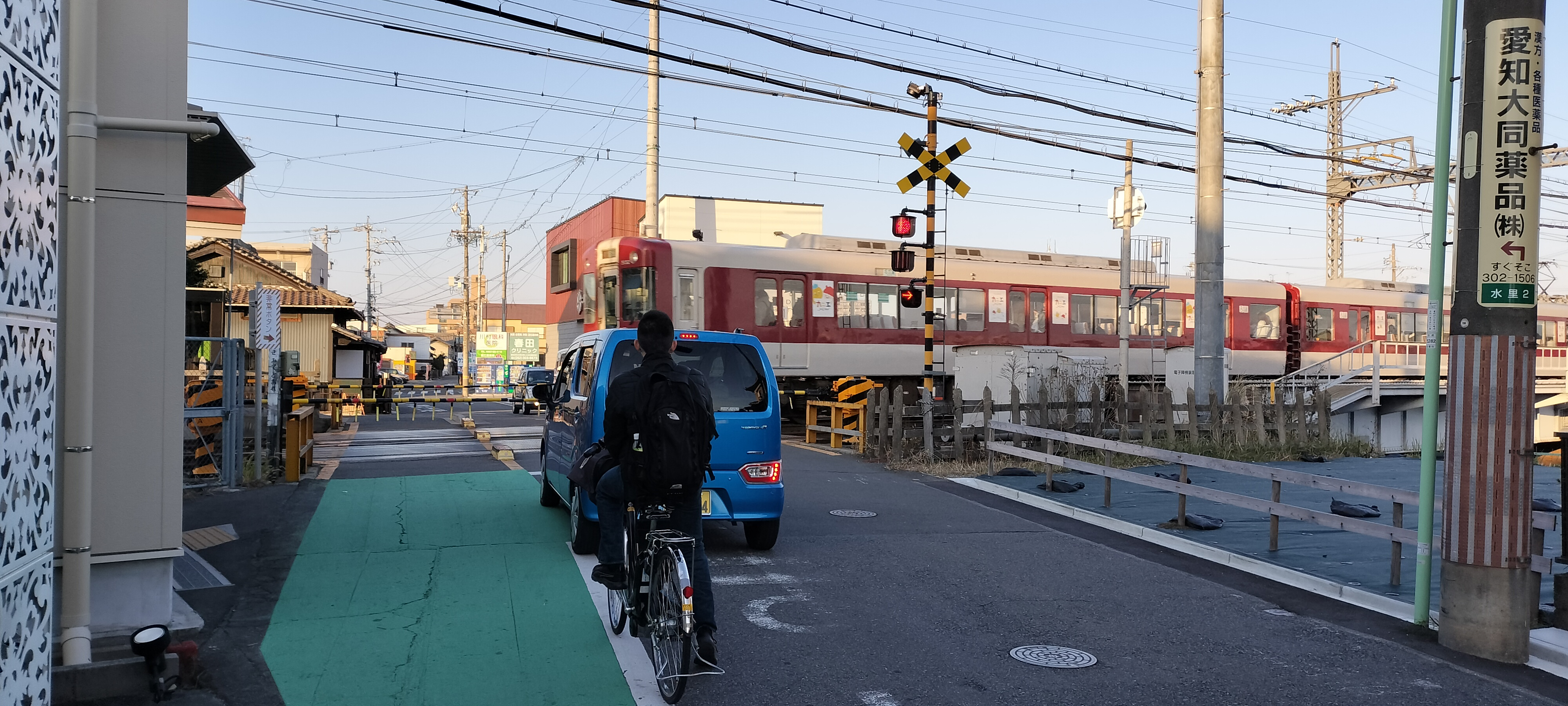
戸田駅前の踏切（戸田第一号踏切）。駅舎の反対側（南側）より撮影。右手の空き地（現：中川区水里二丁目1番地）には事件当時、「中川警察署戸田派出所」があった。

一連の様子は、戸田駅付近に住んでいた若い女性が目撃している。彼女は当時、同駅21分か28分の電車（いずれも名古屋発）で訪ねてくる姉を迎えに戸田駅にいたが、このころに公衆電話ボックス前に立っていた若い女性（A）が、近寄ってきた男と立ち話を始める姿を目撃していたのである。目撃されたAは当時、ブルーのツーピース姿でピンクの縁取り眼鏡を掛けていた。また男の年齢は30 - 40歳くらい、身長約170cm、痩せ型のボサボサ髪で、目撃者の女性曰く「眼鏡を外したさだまさし、あるいは阪神タイガースの小林繁に似ていた」風貌だったが、木村の横顔は小林とかなり似通っており、「ややボサボサの頭髪」という点も、パーマをかけていた木村と一致する特徴だった。男から声を掛けられた女性は、男に対し「私、自転車に乗ってきたので……」と言っていたが、男から「車で行けばいい。帰りは戻ってから、自転車で帰ればいい」と言われ、連れ立って踏切を渡り、踏切に面した戸田派出所の前を通って南の方に歩いていった。

### 殺害

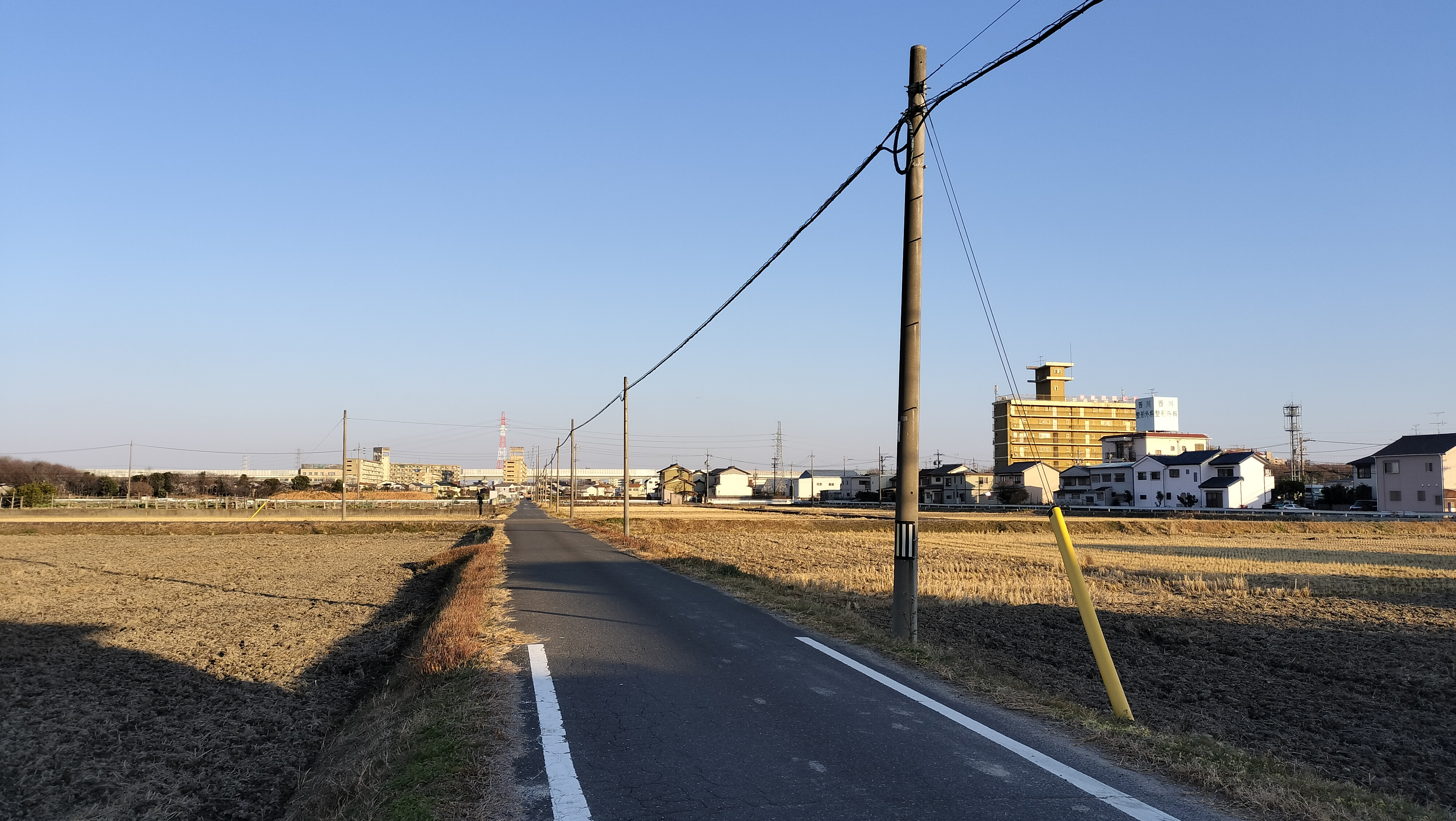
殺害現場は戸田駅付近で、近鉄名古屋線と国道1号に挟まれた畑の中を走る農道だった。

このようにしてAを誘拐した木村は、Aを自分の意図に気づかせないであらかじめ決めておいた殺害現場に連れて行くため、「こちらからでも行けるのですか。」などと言って訝るAに対し、「国道へ出て行けますよ。」と騙して安心させながらバネットを走行させた。木村は戸田駅から駅南側道路を少し走り、国道1号手前の道路を西に入ると、中川区富田町大字富永字北切揃15番地付近（座標：誘拐現場となった駐車場から南西約800m）の、周囲に民家のない農道上に至り、バネットを停車させた。18時23分ないし25分ごろ、木村は「ちょっと待って下さいよ」などとAに声を掛けながら、運転席ドアの物入れに入れてあったロープを引っ張り出して両手に握り、いきなり助手席に座っていたAの頭越しに、ロープをAの首に1回巻き付け、強く絞めつけた。そして、さらにもう1回ロープをAの首に巻きつけて交差させ、二重としながら力いっぱい絞めつけ、Aを窒息死させた。

#### 死体の梱包
Aを絞殺した直後、木村はAの死体をバネットの助手席床上に下ろし、ルームライトを点灯してAの様子を確かめた。木村は、車内にあったタオルでAの口から流れ出した唾液を拭き取り、死体の上に自分の黒色ジャンパーを被せ、外部からの発見を困難にした上で、「寿し富」で死体を梱包しようとして、店裏出入口付近に着いた。しかし、馴染客と会ったため、店内での死体の梱包を断念し、バネットを走らせて死体を梱包するための適当な場所を探し回った。やがて、木村は海部郡立田村に適当な田地があることを思いつき、その農道に乗り入れ、農道南側沿いに車を駐めておく待避所があるのを見つけた。同日19時40分ごろ、木村は立田村大字森川字堤外64番地1付近の田地内（おおよその座標）で、えび型に折り曲げた死体をレジャーシートに包み、準備したロープの残りで十文字に縛るなどして梱包した上で、バネットの後部荷台に積み込んだ。この時、死体が外から見えないよう、積み荷の発泡スチロールで隠したが、Aの片方の靴が道端に落ちていたことに気づき、梱包した場所近くの畑に投げ捨てている。
一方、同村在住の夫婦が同日21時前（20時50分ごろ）、車でこの田地付近を通りかかったところ、道路に立つ電柱の脇で黒っぽい上着を着た男が何かを包んでいる姿を目撃した。近づいてみたところ、わずかに2本の足が見えたことから、2人は「女の人が乱暴されてるのかも知れない。車を止めて見てみよう」と相談したものの、結局は「まさか」と思い直して帰宅した。しかし、夫人が3日後の同月5日に同現場付近を通ったところ、男を目撃した地点から約100m西（上古川橋の東寄り）に、女子学生が履くタイプの茶色い靴の片方が転がっているのを見ており、夫婦は後に聞き込みに来た特捜本部の捜査員から事情を聞かされ、この田んぼ道での出来事が本事件に関連する出来事であることを初めて知ることとなった。なお、靴はその後も橋付近に放置されていたが、年末ごろに近くの子供がいたずら半分に佐屋川用水に投げ捨てていた。

#### 木村による主張
以上が確定判決における認定であるが、木村が自著で述べている経緯は以下のようなものである。
木村はまず、Aを自車に乗せて畑地の中の道に入り、そこで車を駐めた上で、運転席のドアポケットに入れてあったロープを使い、いきなりAを縛り上げようとした。Aは大声で「いやあ〜、止めて下さい」と叫び、助手席のドアを開けようとしたため、木村はドアをロックした上で、Aの後ろから両腕で抱き込むようにしてその右手をAの喉元に当て、「静かにしないと殺すぞ。おとなしくしろ、何もしないから」と脅し、Aの身体を両腕ごと縛り上げた。その上で、ダッシュボードの上に置いてあったタオルを使ってAに猿轡をして、彼女を後部座席の床上に移動させると同時にタオルで足首を縛り付け、上からジャンパーを被せたり、荷台にあった発泡スチロールの大きな箱2つを後部座席の中央付近に座席に直角になるように置いたりすることで、Aの姿が車外から見えないようにした。
そして、10時間後の翌朝には市場に行くため、その前にAを監禁しようと思い、海部郡立田村の農地の中にあった農機具小屋へ行こうと考えた。しかし、「寿し富」の裏口で顔馴染み客と出会い、日没後に立田村に着いたものの、目当ての農機具小屋を見つけられず、農道にある待避所に停車してこれからの行動について考えていたところ、後部座席床上のAが「ウー、ウー」という声を出しながら、身体を打ち付けるようにして音を立て始めた。そのため、木村が「静かにしろ」と言いながらエンジンを切って降車し、Aの猿轡を外したところ、Aは「トイレに行かせて下さい」と訴えた。木村は「逃げ出したり、声を出したりするんじゃないぞ」と念を押した上で、足のタオルを取り外し、ロープを解いた上で、ロープを両手に持ちながら「その辺で済ませるように」と言い、Aを車の南側にあった畑地に残し、自分は少し離れて車の後部（東側）で、農道に車などが入ってこないか注意を払っていた。しかしその際、Aが車の前部から農道を西に向けて走り出したため、木村はAを追いかけ、すぐに農道上で追いついたが、Aに「助けてぇ〜」と叫ばれたことや、近くの用水沿いの道を南進する車のライトが見えたことから、Aを南側の畑地へ無理やり引きずり下ろし、後側から右腕をAの額の下に入れ「騒ぐと本当に殺すぞ」などと脅しながら首を絞めた。するとAは怯み、泣いているような声で何度も「もう許して下さい」と訴えた。木村はAの泣き声を聞き、怯むようなものを覚えたものの、「静かにしなさい」と言いながらAを最初と同様に縛り付け、車に戻した。
このように、思わぬところで時間を無駄にしたことから、木村は焦りを覚え、監禁のことを考える前にAの家族に誘拐の事実を伝える旨の連絡をしようと判断し、車を発進させた。その直後、「靴はない方が逃げられないから良い」と考え、畑地にAの靴を投げ捨て、車を東進させて津島市に入り、A宅に最初の電話（後述）をかけた。しかし、電話に出たのはCで、彼から父Bは不在であることに加え、母Dは既に死亡していることを聞かされて愕然とし、警察に通報しないよう口止めすることを忘れたまま電話を切った。その直後、木村は再びA宅に電話をかけたが、その際は既に話し中で、「（Cは）警察に連絡しているに違いない」と不安を覚え、「とにかく（A）さんを放そう。放さなければいけない」と考え、南陽町に向けて車を発進させた。そして、西尾張中央道を経て国道1号に出ようとした際、解放する前に口止めをする必要があると考え、進路を変えて善太川のほとり（「寿し富」から南西約150m）に停車した。そして、後部座席のドアを開け、Aの猿轡を外すと、「もう許して下さい。許して下さい」と言うAに対し、「もう帰してやるから静かにしろ」と言った上で、「このまま帰してやるから俺のことを誰にも喋らないか」と問い、Aから「絶対、誰にも言いません」という答えを得た。木村は北側を指差し、「少し行くと国道へ出られるから」と言い、Aの足首のタオルと体のロープを解き、Aに鞄を渡した上で、先に車から降りてAに「降りなさい」と促した。
そして助手席の南側のところで、降りたAに対し「俺が車で行ってから帰れ」と念押しし、サイドドアを閉めようとしたところ、Aが急に農道上を西へ向かって走り出したため、木村はAを走って追いかけ、5、6mのところで追いついた。しかし、Aは木村に捕まった際、「キャア〜ッ！助けてぇ〜」と叫んだため、木村はその悲鳴が他人に聞こえることを恐れ、Aを車まで引きずり込もうとしたが、Aは激しく抵抗した。木村は後部座席床上に置いてあったロープを取ったが、Aはなおも声を上げながら抵抗したため、ロープでAの首を絞めた。そして、途中でロープをさらにAの首にもう1周させ、首を絞め続けてAを殺害した。殺害時刻は、Aを車に乗せてから約2時間半後のことだった。木村は、捜査段階における供述（および判決における認定）通りの殺害方法であれば、頸部の索条痕はロープの交差する首の右側に残るはずだが、発見されたAの遺体の索条痕は後頸部に残っていた（＝ロープは背後で交差した、すなわちAは背後から絞殺された）という旨や、殺害時にロープによる圧迫のため、殺害後も右手人差し指と小指の付け根が痛んだが、これは供述通りの殺害方法ではありえず、背後から絞殺した場合に初めて生ずる現象である旨などを主張している。
木村は取り調べ当初、このような主張を行わず、「誘拐直後にAを殺害した」と供述した理由について、誘拐・殺害という基本的事柄については認めるつもりでいたが、被害者であるAが女子大生であったことから、マスコミ報道や職場での噂話でAが暴行されたのではないかという憶測がなされており、その疑惑を明確に否定したかったため、Aの殺害時刻について問われた際に「誘拐直後」と供述したという旨を主張している。

### 身代金要求
Aを殺害した後、木村は死体の隠匿作業に前後して、A宅に18回にわたって身代金要求の電話をかけ続けた。1回目から4回目までの電話は、以下の表の通りである。
| 回数 | 日付    | 時刻                    | 架電場所                                                                                   | 受信場所 | 受信者          | 通話内容要旨 |
| ---- | ------- | ----------------------- | ------------------------------------------------------------------------------------------ | -------- | --------------- | --- |
| 1    | 12月2日 | 20時15分ごろ            | 津島市鹿伏兎町上郷109番地（座標）の公衆電話ボックス                                        | A宅      | Aの弟C          | あんたところの娘を誘拐した。あとでまたかける。嘘ではないからな。 |
| 2    | 12月2日 | 21時23分 - 21時25分     | 蟹江町大字蟹江新田字佐屋川西2番地の1（座標）株式会社佐屋川養漁場鯉釣場南側公衆電話ボックス | A宅      | 男性（Bの友人） | 娘さんあずかっとるんやけど、あしたまでに現金で3,000万用意しといて。警察に連絡してもええけど娘さんかえらへんからの。                                                     |
| 3    | 12月3日 | 12時23分 - 12時24分     | 三重県桑名郡長島町大倉1番地の296（座標）大倉サニータウン東口バス停側公衆電話ボックス       | A宅      | C               | ○○さん旦那さんは―（金をつくりに行ってる）―じゃあ3時ころになったらもう一ぺん電話するから。お姉さんは元気だよ、ブルーの服着てる。英語の辞書読んでるから。落ち着いてるよ。 |
| 4    | 12月3日 | 15時15分 - 15時18分17秒 | 三重県桑名郡長島町大倉1番地の296（座標）大倉サニータウン東口バス停側公衆電話ボックス       | A宅      | B（Aの父親）    | 金の用意できた？それじゃなんか鞄に入れといて4時になったら出れるようにまわししといて。娘さんは三重県にいる。あんたたちにも三重県行ってもらうから、お金もってね。         |

2回目の脅迫電話の際、バックに不鮮明かつ雑音混じりながら、「ガシャン、ガシャン」あるいは「ゴトン、ゴトン」という一定の規則正しい音（貨物列車がレールの継ぎ目を越える音や自動織機の稼働音などに近い音）が入っていた。この電話の発信元となった公衆電話は、関西本線の線路にほど近い場所にあるが、電話がかけられた21時23分は、四日市発稲沢経由東京（隅田川）行きの「3090列車」が同線の弥富駅付近を走行していた時間に当たる。この2回目の電話をかけた後、木村は蟹江町大字蟹江新田字銭袋地内の日光川右岸堤防から、Aの眼鏡、英語の辞書など73点や、現金3,719円が入ったベージュ色手提げかばんを川に投げ捨てた。木村は21時30分ごろに帰宅したが、死体は車の荷台に載せたまま放置し、乙には「アルバイトに行ってきた」などと嘘を言い、アルバイト料名目で現金15,000円を手渡した。また、同日夜には500万円を借金していた戊に「なんとか金を作って返しに行く」と電話している。
木村はそのまま、翌日（12月3日）もバネットを運転して魚の配達の仕事をしたり、身代金要求の電話をかけたりしていた。得意先への鮮魚の配達を終えてから、木村は約2時間にわたって死体の隠匿場所を探していたが、適当な場所を発見できないまま、12時前後ごろ、三重県桑名郡長島町大倉地内の木曽川右岸堤防に着いた。木村は3回目の電話で、Bが身代金を用意していることを確かめると、身代金の要求や受け取り方法などについて考え、蟹江インターチェンジ（IC）から東名阪自動車道に入り、大阪方面へ向かって2つ目の非常電話ボックスにそのメモを入れておき、その電話ボックスのところから身代金を下の畑地に投下させるなどの計画を立てた。木村は、あらかじめ警察による筆跡鑑定を不能にするため準備していたノートとサインペンを使い、煙草の箱を定規代わりに使って片仮名で「ココカラカネヲ シタヘオトセ ゴザイシヨサービスエリアマデイケ ○○○（Aの名前）イク」という内容のメモを書いた。

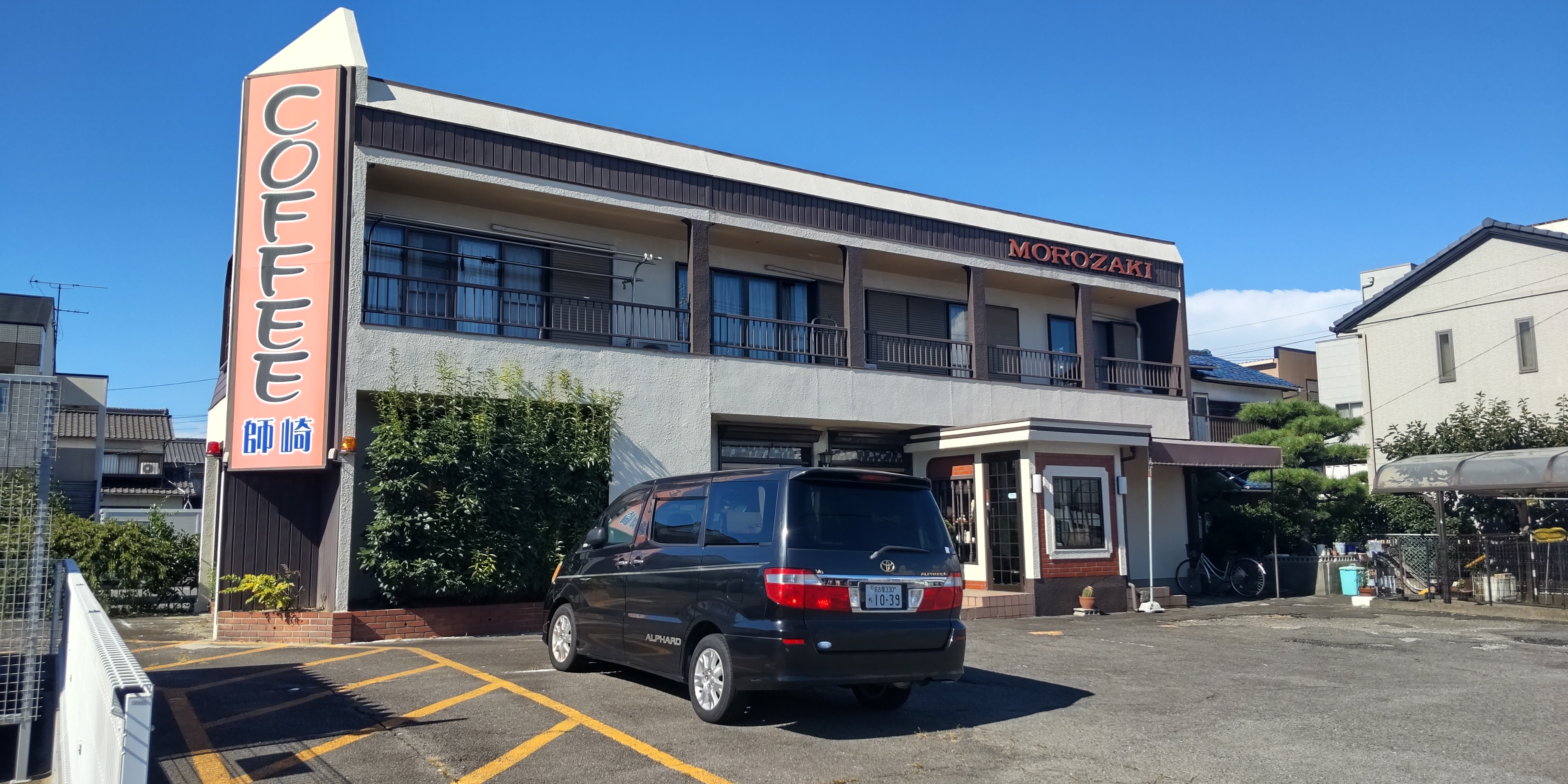
木村が身代金取引場所として指定した喫茶店「師崎」（愛知県海部郡蟹江町）。

木村は4回目の電話をかけた後、15時30分ごろ、木村は長島町大倉17番地の52先の木曽川河川敷内（座標：人目につきにくいアシの茂みの中）に死体を隠した。その後、海部郡佐屋町の自転車店で偽名を使い、婦人用自転車1台を購入してワゴン車に積み込んだ。これは身代金取引の際に用いるためのもので、木村は以下のように東名阪道から真下の畑に身代金を落とさせることで身代金入手を目論んだが、失敗に終わった。
| 回数 | 日付    | 時刻                      | 架電場所                                                                              | 受信場所                                                    | 受信者  | 通話内容要旨 | 備考 |
| ---- | ------- | ------------------------- | ------------------------------------------------------------------------------------- | ----------------------------------------------------------- | ------- | --- | --- |
| 5    | 12月3日 | 16時20分 - 16時22分40秒   | 1回目と同じ                                                                           | A宅                                                         | B       | ○○さん、タクシー来てる、娘さんかえしてあげるからタクシーに乗ってね―（タクシー来てるけど。娘をかえしてください。おかねをあげます。……以下泣きしゃべり）息子にかわりい。 | 5回目の電話の際は応対したBが泣きじゃくったため話にならず、木村は6回目の電話で「〔Aは〕生きている」といって安心させていた。 |
| 6    | 12月3日 | 16時47分 - 16時49分30秒   | 1回目と同じ                                                                           | A宅                                                         | 捜査員X | 生きてますよ。まだ三重県にいるんだわ。場所はいえないけどね。あんた達も三重の方に行ってもらいたいんだわ。無事だから心配しなくていいから。お金さえもらったらかえすから。もう少したったら電話するから。こっちのいうとおりにして。                                                                     | 5回目の電話の際は応対したBが泣きじゃくったため話にならず、木村は6回目の電話で「〔Aは〕生きている」といって安心させていた。 |
| 7    | 12月3日 | 17時00分 - 17時3分17秒    | 1回目と同じ                                                                           | A宅                                                         | 捜査員X | 今から、そこ出てね。蟹江の方来てね。尾張中央道を一宮の方、向ってくると「師崎」っていう喫茶店あるから、そこで待っとって、電話するから。言うこと聞きなさい。車なら30分だから6時までにきてよ。 | 7回目の電話の直後、木村は蟹江ICから東名阪道に入り、2つ目の非常電話ボックス（津島市鹿伏兎町字東田面：座標）にメモを置いた。その後、津島市鹿伏兎町の路上に車を駐め、荷台から降ろした自転車に乗って電話ボックスまで戻り、頃合いを見て8回目の電話をかけた。 |
| 8    | 12月3日 | 18時9分 - 18時10分15秒    | 1回目と同じ                                                                           | A宅                                                         | B       | お父ちゃん達、何してんの―（タクシーが遅れて今出て行きました）お姉ちゃん元気だから、心配しなくていいから。落ちついてるから。 | 7回目の電話の直後、木村は蟹江ICから東名阪道に入り、2つ目の非常電話ボックス（津島市鹿伏兎町字東田面：座標）にメモを置いた。その後、津島市鹿伏兎町の路上に車を駐め、荷台から降ろした自転車に乗って電話ボックスまで戻り、頃合いを見て8回目の電話をかけた。 |
| 9    | 12月3日 | 18時20分ごろから約3分間   | 1回目と同じ                                                                           | 喫茶店「師崎」（座標：愛知県海部郡蟹江町字平安3丁目30番地） | X       | 今からそこを出て東名阪に入り大阪の方に行くと2つ目の公衆電話ボックスがある。その中に紙に書いておいてある。そのとおりにせよ。 | 9回目の電話の後、木村は自転車で現金投下指定地点から南方約200 mの農道上に着き、身代金の入手を試みた。しかし、木村がBらに電話で「公衆電話」と指示したことから、Bらは指定された非常電話ボックスを発見できず、身代金を指定場所に投下しなかったため、金を入手することはできなかった。 木村は11. の電話をかけた後、非常電話の見える場所に行ったが、その際に捜査用自動車らしい車が2台、東名阪の方へ向かうのを見ている。21時10分の電話からは犯人の声がはっきり聞こえるようになり、捜査陣は「かなり近くにいるのではないか」と必死に逆探知をかけたが、失敗に終わる。 12. の電話は一般加入電話からかけられたものと特定された。                                                         |
| 10   | 12月3日 | 18時28分ごろから1 - 2分間 | 1回目と同じ                                                                           | 喫茶店「師崎」（座標：愛知県海部郡蟹江町字平安3丁目30番地） | X       | 先程言ったことは判ったか、今からすぐ出て言ったとおりにせよ。いいか間違えるな。2つ目の公衆電話ボックスの中に紙がある。そのとおりにせよ。 | 9回目の電話の後、木村は自転車で現金投下指定地点から南方約200 mの農道上に着き、身代金の入手を試みた。しかし、木村がBらに電話で「公衆電話」と指示したことから、Bらは指定された非常電話ボックスを発見できず、身代金を指定場所に投下しなかったため、金を入手することはできなかった。 木村は11. の電話をかけた後、非常電話の見える場所に行ったが、その際に捜査用自動車らしい車が2台、東名阪の方へ向かうのを見ている。21時10分の電話からは犯人の声がはっきり聞こえるようになり、捜査陣は「かなり近くにいるのではないか」と必死に逆探知をかけたが、失敗に終わる。 12. の電話は一般加入電話からかけられたものと特定された。                                                         |
| 11   | 12月3日 | 19時28分 - 19時29分       | 1回目と同じ                                                                           | A宅                                                         | C       | お父さん達こっちの言う事判らへんのや。そやからもしね、連絡があったら一旦家へかえるように、そう言って。 | 9回目の電話の後、木村は自転車で現金投下指定地点から南方約200 mの農道上に着き、身代金の入手を試みた。しかし、木村がBらに電話で「公衆電話」と指示したことから、Bらは指定された非常電話ボックスを発見できず、身代金を指定場所に投下しなかったため、金を入手することはできなかった。 木村は11. の電話をかけた後、非常電話の見える場所に行ったが、その際に捜査用自動車らしい車が2台、東名阪の方へ向かうのを見ている。21時10分の電話からは犯人の声がはっきり聞こえるようになり、捜査陣は「かなり近くにいるのではないか」と必死に逆探知をかけたが、失敗に終わる。 12. の電話は一般加入電話からかけられたものと特定された。                                                         |
| 12   | 12月3日 | 19時54分 - 19時54分45秒   | 「寿し富」店内                                                                        | A宅                                                         | C       | お父さんから連絡あったかい、もういっぺんあとからかけるから、心配しなくていい。後から聞かせるから。 | 9回目の電話の後、木村は自転車で現金投下指定地点から南方約200 mの農道上に着き、身代金の入手を試みた。しかし、木村がBらに電話で「公衆電話」と指示したことから、Bらは指定された非常電話ボックスを発見できず、身代金を指定場所に投下しなかったため、金を入手することはできなかった。 木村は11. の電話をかけた後、非常電話の見える場所に行ったが、その際に捜査用自動車らしい車が2台、東名阪の方へ向かうのを見ている。21時10分の電話からは犯人の声がはっきり聞こえるようになり、捜査陣は「かなり近くにいるのではないか」と必死に逆探知をかけたが、失敗に終わる。 12. の電話は一般加入電話からかけられたものと特定された。                                                         |
| 13   | 12月3日 | 20時25分 - 20時26分35秒   | 蟹江町大字鍋蓋新田字チノ割207番地の27三重交通鍋蓋新田バス停横公衆電話ボックス（座標） | A宅                                                         | C       | まだ連絡ない？今姉さん、名古屋の方に来とるんよ。だけどお父さん達場所まちがえちゃって、どっかに行っちゃったんだよ。連絡あったらかえるように言ってよ。 | 9回目の電話の後、木村は自転車で現金投下指定地点から南方約200 mの農道上に着き、身代金の入手を試みた。しかし、木村がBらに電話で「公衆電話」と指示したことから、Bらは指定された非常電話ボックスを発見できず、身代金を指定場所に投下しなかったため、金を入手することはできなかった。 木村は11. の電話をかけた後、非常電話の見える場所に行ったが、その際に捜査用自動車らしい車が2台、東名阪の方へ向かうのを見ている。21時10分の電話からは犯人の声がはっきり聞こえるようになり、捜査陣は「かなり近くにいるのではないか」と必死に逆探知をかけたが、失敗に終わる。 12. の電話は一般加入電話からかけられたものと特定された。                                                         |
| 14   | 12月3日 | 20時38分 - 20時39分28秒   | 名古屋市港区南陽町七春4番地公衆電話ボックス                                           | A宅                                                         | C       | 連絡あったかい。まだないのかい。東名阪入ってね、2つ目の非常電話んとこにちゃんと書いておいたんだけど。もう家にかえるように言ってよ。姉さん名古屋に来ちゃってんだから。 | 9回目の電話の後、木村は自転車で現金投下指定地点から南方約200 mの農道上に着き、身代金の入手を試みた。しかし、木村がBらに電話で「公衆電話」と指示したことから、Bらは指定された非常電話ボックスを発見できず、身代金を指定場所に投下しなかったため、金を入手することはできなかった。 木村は11. の電話をかけた後、非常電話の見える場所に行ったが、その際に捜査用自動車らしい車が2台、東名阪の方へ向かうのを見ている。21時10分の電話からは犯人の声がはっきり聞こえるようになり、捜査陣は「かなり近くにいるのではないか」と必死に逆探知をかけたが、失敗に終わる。 12. の電話は一般加入電話からかけられたものと特定された。                                                         |
| 15   | 12月3日 | 21時10分 - 21時13分50秒   | 名古屋市中川区法華町一本橋付近公衆電話ボックス                                        | A宅                                                         | X       | 帰ってみえたの。何をしとんの、あんたら。自分の車で行っとったの？こっちが聞いとることに答えんさいよ。今ここではいかんからもう20分位したら電話するから。ちゃんとそこで待っとって。今度が最後やからね。                                                                                               | 9回目の電話の後、木村は自転車で現金投下指定地点から南方約200 mの農道上に着き、身代金の入手を試みた。しかし、木村がBらに電話で「公衆電話」と指示したことから、Bらは指定された非常電話ボックスを発見できず、身代金を指定場所に投下しなかったため、金を入手することはできなかった。 木村は11. の電話をかけた後、非常電話の見える場所に行ったが、その際に捜査用自動車らしい車が2台、東名阪の方へ向かうのを見ている。21時10分の電話からは犯人の声がはっきり聞こえるようになり、捜査陣は「かなり近くにいるのではないか」と必死に逆探知をかけたが、失敗に終わる。 12. の電話は一般加入電話からかけられたものと特定された。                                                         |
| 16   | 12月3日 | 22時9分 - 22時12分        | 名古屋市中川区中郷5丁目74番地公衆電話ボックス（付近の座標）                           | A宅                                                         | C・X    | 今からいうことよう聞けよ。いや、兄ちゃんの方がいいのや。もうおじさんではだめや。営業車をね、あんたんところの近くの喫茶店たろうに迎えにやるから、兄ちゃんがお金持って一色大橋越えたところのダックという喫茶店来てよ。お金を確認してからでなきゃかえせないからね。もう10分位たったら行かせるからね。 | 木村はファミリーレストラン「ダック」（名古屋市中川区昭和橋通：座標）近くのすみれタクシー（座標）に、タクシー1台を喫茶店「たろう」の前へ回すよう依頼、「ダック」の出入口を見通せる道路上に車を駐めてCの到着を待っていた。この時、木村はタクシーが営業所からA宅付近に差し回される時間（約10分）、そして「たろう」の店名などを極めて正確に指示していた。 一方、特捜本部は未成年のCを一人で出すわけにはいかないと判断、次の電話まで行動を控えた。同本部が木村の要求に応じなかった理由は前述の事情に加え、タクシー運転手が共犯である可能性も考えられたためでもあった。 木村からAの姓名義で依頼を受けたタクシーは5、6分後に指定場所へ行ったが、客が現れず、しばらく待って帰った。 |
| 17   | 12月3日 | 22時47分 - 22時51分38秒   | 名古屋市港区当知町内公衆電話ボックス                                                  | A宅                                                         | X       | わしや知らんで、わしゃおりるで。こっちにも都合があるよ。そういうことを言っとったら、もうどないなっても知らないよ。〔A〕ちゃんどないなってもいいの。 | 2度目の取引に乗らなかったことをなじる内容で、通話時間も4分間と長くなっており、木村の苛立ちが顕になっていた。 県警は刑事と婦警各2人をアベックを装わせ、「ダック」に乗り込ませた。しかし、木村は「ダック」付近の道路を走行する乗用車の不審な動きから、警察官が来ていることを察知し、身代金の入手を断念、捨て台詞を吐いた。この後、翌4日0時30分ごろに愛人・丙宅に戻っている。 23時16分の電話を逆探知した結果、中川区内の国道1号沿いの公衆電話5か所のうちいずれかを使った可能性があることが判明し、捜査員を急行させたが、犯人は発見できなかった。 |
| 18   | 12月3日 | 23時16分 - 23時19時15秒   | 17. 付近の公衆電話ボックス                                                            | A宅                                                         | X       | 今日はわしらかえるからね。わたしらも危ない橋は好きじゃないもんね。あんた出て来る気はないんやろ。後悔するのはあんた達よ。あげる、あげる言うとるだけじゃ何にもならんの。あすまた電話する。 | 2度目の取引に乗らなかったことをなじる内容で、通話時間も4分間と長くなっており、木村の苛立ちが顕になっていた。 県警は刑事と婦警各2人をアベックを装わせ、「ダック」に乗り込ませた。しかし、木村は「ダック」付近の道路を走行する乗用車の不審な動きから、警察官が来ていることを察知し、身代金の入手を断念、捨て台詞を吐いた。この後、翌4日0時30分ごろに愛人・丙宅に戻っている。 23時16分の電話を逆探知した結果、中川区内の国道1号沿いの公衆電話5か所のうちいずれかを使った可能性があることが判明し、捜査員を急行させたが、犯人は発見できなかった。 |

1. ※：8回目と9回目の電話の間（18時10分ごろ）、「師崎」へBを呼び出す電話がかかっているが、この時はまだBは到着していなかった[136]。
2. ※：10回目と11回目の電話の間（19時10分ごろ）、捜査員らの出発直後に「師崎」へ犯人側から「Bさん、いないか」と電話がかかっているが、女子店員が「いません」と答えている[135]。
3. ※：13回目と14回目の電話の間（20時30分ごろ）、「師崎」にBを呼び出す電話がかかったが、同店は20時に閉店しており、女主人がその旨を伝えている[135]。

### 死体遺棄

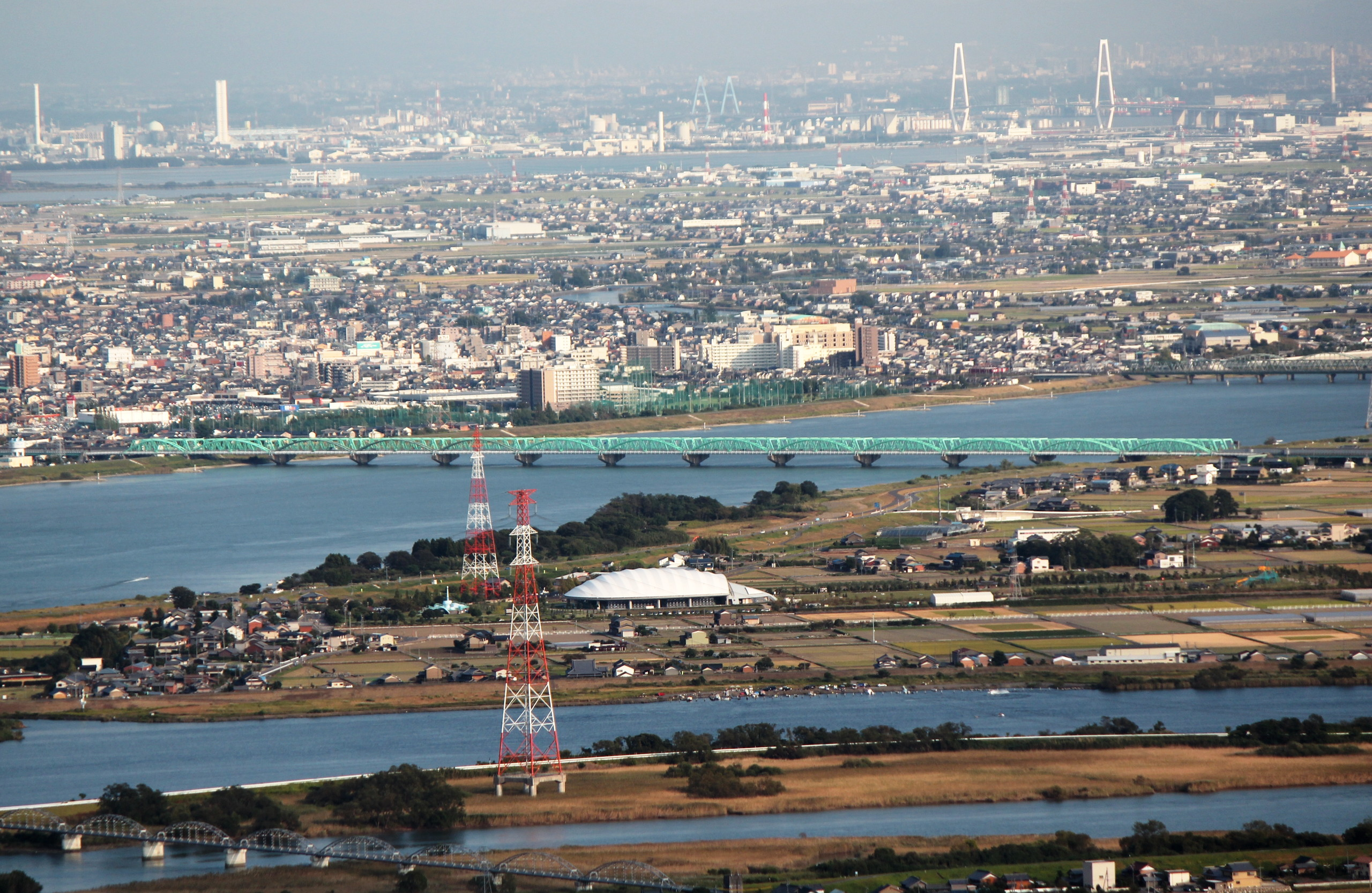
東名阪自動車道の木曽川橋。木村はここからAの死体を木曽川に投棄した。

以上のように身代金入手が失敗に終わった翌日の12月4日、木村に金を貸していたノミ屋らが、木村の留守宅に催促の電話をかけたため、木村は乙と親族により、多額の借金の存在を知られてしまう。木村は母から厳しく追及され、3,000万円近い借金があることを告白する結果となったため、この時点で身代金を入手して借金の返済に充てれば、金の出処を疑われると考えたことや、警察の動きを察知したことから、身代金の入手を断念した（後述）。それまでに木村がかけた18回の電話の通話時間は概ね2分以内で、1分未満のものもあった一方、4日16時以降の電話はいずれも3 - 4分の長電話（最長は24回目の4分56秒）で、逆探知でも3つの発信局名が判明するなどの成果が出ていたほか、会話内容などにも「身代金のことを一切口にしない」「電話の話し方に迫力がなくなった」など、18回目以前とは著しい変化が見受けられている。また、乙との離婚話も出ると考えたため、自宅近くの蟹江町役場へ赴き、離婚届の用紙を手に入れるなどした。一方で同日は12時58分に19回目の電話（「警察に通報しただろう」という内容）を、15時56分に20回目の電話（「Aには寿司を食べさせている」「明日Aに会わせる」などの内容）をそれぞれかけているが、後者の電話は猪子石（千種区と名東区にまたがる地区）方面から発信されていた。
一方、死体の一部が露出し、梱包が不十分だったことから、木村はAの死体を再梱包した上で、早期に始末して犯行の発覚を防止することを決意。川幅が広く、流れも強い木曽川に死体を投棄すれば、死体は沈んで伊勢湾に流され、発見されない（＝犯行が発覚することはない）と考えた木村は、同日午後、蟹江町内で再梱包用に大きなブルーシートを購入した。翌日（12月5日）、木村は母の家（実家）で母や、高校時代の親友らと善後策を協議するうち、借金取りから逃れるため、知人のいる四国へ逃げ出すことなども考えたが、結論は出ないまま、昼ごろには丙宅に帰った。木村は丙宅で、四国へ行くための電車の時刻を調べようと時刻表を読んでいたが、その際に警察の注意を木曽川と反対方向の国鉄（現：JR東海）中央線沿線に向けさせ、その隙に死体を木曽川に投棄することを思いついた。木村は列車時刻表を確認し、17時30分 - 18時ごろまでの名古屋発中央線の電車の時刻をメモした。そして、身代金を中央線春日井駅まで持参するよう指示し、警察の注意をそちらに向けさせるため、同日15時49分および15時56分ごろまでの2回にわたり、名東区猪高町猪子石地内の公衆電話ボックス2か所から、A宅に電話をかけた（21回目および22回目）。そして、中央線（名古屋駅17時34分発多治見行き）に乗車して春日井駅で降車し、プラットホームで待機するよう指示した一方、自らは長島町に向かい、17時ごろ、Aの死体を隠していた木曽川右岸堤防の河川敷に着いた。しかし、木村が降車した際には川べりで男性が2頭の犬を散歩させており、そのうちの1頭が急にAの遺体を置いたアシの叢めがけて走り出したため、「あの犬が遺体を見つけた」と危険を感じた木村は「近くにいてはまずい」と考え、車でその場から逃げ去った。
しかし、しばらくして人影がないことを確認した上で現場に戻ったところ、遺体はそのままになっていたため、木村は18時ごろ、ブルーシートでさらに死体を包み、ロープで縛った上で、バネットの後部荷台に積み込んだ。そして、弥富ICへ向かう途中、偶然見つけた工事用点滅灯のコンクリート製土台を重石として死体に結びつけ、東名阪道に入って桑名方面（下り線）に向かった。木村は海部郡弥富町大字五明字内川平地先の東名阪道（下り車線）木曽川橋上（座標）まで死体を運び、後続車両が途切れるのを待った。そして、後続車が途切れた18時35分ごろ、橋の上から死体を約10.8m下を流れている木曽川（水深約3m）に投棄した。その後、木村は18時44分（23回目）および21時58分（24回目）の2回にわたってA宅に電話し（後者は三重県桑名局かその枝局から発信）、もともと春日井駅に赴いていなかったものの、（仮にまだ警察に通報されていなかった場合、その牽制をする目的で）「何じゃいあんたら。警察に連絡しとるやないか。刑事が4人もおったやないか」「刑事がおったやないの」などとあてずっぽうに詰った上、「明日の午前中に連絡するから」と言い、同日最後の電話を切った。なお、同日には戊が木村宅を訪れたところ、乙は「借金のことは知らなかった。なんとか返済する」と返答し、同月9日に木村と甲が現金100万円と小切手400万円を返済している。

## 犯行後の木村の行動
同夜、木村は母の家に行き、集った兄や叔父の前で、借金のほぼ全貌を告白したが、借金を逃れて逃亡してはならない旨を諭され、逃亡を断念、その日は丙宅に泊まった。結局、借金は同夜から翌朝にかけ、木村や甲（木村の義父）のそれぞれの親族が話し合い、分担して返済することになった。翌日（12月6日）18時23分ごろ、木村は名東区藤見が丘地内公衆電話ボックスから、A宅に最後（25回目）の電話をかけ、「Aちゃんに会わすように一度段取りするから」などと話したのを最後に、A宅への連絡を絶った。それまでの電話で、木村はAの親族を装って彼女の安否を気遣う態度を取っていた捜査員に対し、電話で「（Aには昼食として）寿司を食べさせた」「（Aの好物である）コーヒーはたくさんある」「（Aは）英語の辞書を読んでいる」などと話していた一方、「Aの声を聞かせてほしい」という要求に対しては「Aちゃんと話をして、かけられたらかけさせる」「そういうように段取りしてみる」などと応対していた。なお、6日20時32分以降もA宅には1回ベルが鳴っただけで切れる電話や無言電話、「Aさん死んだよ」などの電話が計32回にわたってかかったが、これらの電話は木村とは無関係な第三者によるいたずら電話だった。
その後、木村は「寿し富」を閉店し、知人の鮮魚業者を通じて、同月14日に「初寿司」の面接を受け、採用される。同月16日以降、木村は「初寿司」の名古屋駅地下街サンロード店に寿司職人として勤め、主に持ち帰り用の折り詰めを担当していた。当時は出店時間を守り、働きぶりも一生懸命で、不審を抱く者はいなかった。「初寿司」の社長は1981年1月15日ごろ、店を訪れた捜査員から「（木村の）容疑が濃い」と聞かされた際にも「関係ないでしょ」と応対していた。

## 捜査

### 極秘捜査開始
20時29分、犯人（＝木村）から最初の電話を受けたCは愛知県警察に110番通報した。これを受け、愛知県警は21時30分、「港区南陽町女子大学生の身代金目的誘拐事件特別捜査本部」（本部長：徳宿恭男県警刑事部長）を設置、警察官345人を動員し、うち4人の捜査員と通信技術員1人をA宅に配備した。しかし、捜査員が持参したテープレコーダーは旧型で録音性能が悪く、2回目の身代金要求電話が加入電話か公衆電話かを判断できなかった。この2回目の電話の後（3日22時過ぎ）、特捜本部は日本電信電話公社名古屋都市管理部へ逆探知を依頼した。しかし、当時の逆探知は、かかってきた電話の回線を逆にたどり、電話局の交換機を見てどこに繋がっている回線か、それぞれのスイッチやリレーを全て目で追っていく作業が必要で、犯人が同じ電話局管内からかけていたとしても、約15分ほどの通話時間がなければ、電話にたどり着くことができなかった。
徳宿が23時34分、愛知県警察記者会に報道協定締結を申し入れたことで、翌3日0時45分には暫定的に一切の取材・報道活動が差し控えられることとなり、1時10分には各社間報道協定（本協定）が成立した。同日9時、愛知県警は中部管区警察局を通じて、岐阜・三重両県警にも協力を要請した。1970年（昭和45年）から1980年9月までの間に、警察が報道協定締結を申し入れた事件は68件で、うち協定が成立した事件は37件だったが、協定解除までの期間は1日未満が23件、1日以上5日未満が6件、5日以上が6件だった。

#### 犯人との接触失敗
17時、犯人から7回目の電話で「師崎」に来るよう指示があったことを受け、18時前には神谷賢一機動捜査隊長を現地指揮官とする捜査員20人（うち3人は婦警）が「師崎」周辺に張り込み、アベックや客を装って待機したが、犯人は現れなかった。一方、Bは友人とともに1,000万円を用意し、18時19分、愛知県警捜査一課の警部（先述の捜査員X）とともに「師崎」に到着した。18時20分、犯人から「東名阪の電話ボックスへ行け」と指示があったが、捜査本部は多くの勢力を「師崎」に集中させていたため、スムーズな移動ができず、捜査は後手に回った。現金受け渡し地点に指定された東名阪の高架下には、捜査員は張り込んでいなかった。
BはXとともに乗ってきたタクシーで東名阪へ向かったが、犯人側の指定した「非常電話ボックス」を「公衆電話ボックス」と誤認してしまい、非常電話を発見したのは19時45分まで遅れた。結局、Bらは指示通りには金を落とさず、弥富IC経由で自宅に向かったが、特捜本部はその理由について「金だけとられて犯人が捕まらない事態を避けるべきだった」「犯人と接触できなければ検挙の可能性も減る。接触できる再度のチャンスを待った」と説明している。一方、メモには「ゴザイシヨサービスエリアマデイケ」と書かれていたため、特捜本部は後に御在所SAへ捜査員を派遣したが、Aや不審者を発見することはできなかった。
その後、犯人から22時過ぎになって「ダック」へCが1人で金を持ってくるように指示があったが、特捜本部が「深夜、未成年者を単独で出すのは危険」と判断し、犯人の要求に応じなかったため、再び接触の機会を逸した。4日未明から早朝にかけ、犯人が電話をかけたと見られた中川区内の電話ボックス（国道1号沿い）で、特捜本部が鑑識活動を行い、一色大橋 - 国鉄西臨港線間の15か所のボックスから、指紋43個（うち、対照可能なものは3個）を採取した。この日は大きな動きはなかったが、5日になって「春日井駅まで来ればAを見せる」と電話があったため、Bと捜査員1人が同駅まで向かい、ヘリコプターも動員される大捜査網が展開されたが、前述のように実際には犯人の木村は春日井には行っていなかった。そして6日18時23分の電話を最後に、犯人からの連絡は途絶えた。同日、特捜本部はAが桑名方面のモテルに監禁されているものと見て、三重県警の応援を得て、愛知県内（津島市・稲沢市・蟹江町）や三重県内（長島町 - 桑名市）にかけての計29のモテルで隠密捜査を行ったが、犯人やAを発見することはできなかった。一方、同日からは早くも戸田駅周辺に捜査員を投入し、犯人や犯行に用いられた車に関する聞き込み捜査を開始している。
このように2度にわたり、特捜本部が犯人との接触機会を逸した背景には、「Aの安否が確認できないまま身代金を渡すと、犯人との接点が途切れる」という懸念を抱いていたためであるが、結果的にはこの判断は凶と出、やがて木村からの接触も途絶えたことで、犯人逮捕の絶好の機会を逸する結果となった（後述）。

### 広域捜査網
特捜本部は6日夜までに、三重・岐阜両県警のほか、長野・静岡・滋賀など10府県警と警視庁から応援を得ていた。一方、犯人側が「被害者は三重県にいる」など、他県で監禁されていることを匂わせたり、犯行に東名阪道や三重県（桑名局管内）の電話を利用するなど、事件が広域的な性格を帯びたことから、中部管区警察局内の各県警が連携して事件の早期解決を目指すこととなった。同局は9日、愛知県警本部で緊急捜査会議を開き、本事件を管区認定第2号事件に指定するとともに、管内各県警が「自県内事件と同様の扱いをすること」を確認した。これにより、各県警では捜査一課次長が広域捜査官となって捜査指揮に当たることとなった。また、管区警察局と愛知・岐阜・三重の3県警本部に担当責任者を置き、三重県警には特別捜査班を置くことなども決められた。
12日には警察庁が全国の警察本部に対し、Aの発見と参考情報の入手に努めるよう通達し、12月6日以降の検挙者の再検討と、警視庁、神奈川・静岡・長野・山梨の各県警、および中部・近畿の両管区警察局内の全域で、旅館・モテルなどの一斉聞き込み捜査を実施することを指示した。誘拐事件の機密捜査としては、空前の大規模捜査となった。

### 公開捜査への切り替え
一方、8日には報道協定成立から1週間以上が経過したことや、犯人からの最後の電話から24時間以上が経過した（それまでの誘拐事件で、最後の電話から24時間以上経過後に被害者が保護されたケースはほとんどなかった）ことから、特捜本部内部では「万一」を憂える空気が濃くなった。しかし、Aの安否が不明であることや、「なお、犯人側から接触を求めてくる可能性が残されている」「これまでのやり取りから犯人側は、特捜本部の動きを察知していないと考えられる」という理由から、同本部は同日23時50分、愛知県警察記者会に報道協定継続の要請を出し、協定は継続されることとなった。2週間目の同日15日、在名報道機関20社の報道部長・社会部長らによって構成される「十日会」で協定継続に関する協議が行われた際には、「既に市民にもかなり知られていると思われるので、協定を解除すべきだ」との意見も出たが、県警本部長の丸谷定弘が「秘匿捜査でもやるべきことが残っている」「被害者生存の可能性はなくなっていない」として協定再延長を申し出、「十日会」も了承したため、協定は継続された。
特捜本部は12月10日18時、近鉄戸田駅周辺で定時通行調査を開始し、同駅の乗降客122人にAの顔写真を見せ、「心当たりはないか」「2日夜に見かけなかったか」などと尋ねた。翌11日には聞き込み範囲を戸田駅周辺から、犯人との接触場所（「師崎」「ダック」）などにも広げた。また12月21日以降、Bが「何らかの手がかりを得たい」と「尋ね人」形式のチラシ9,300枚を同日の朝刊4紙に折り込み、戸田駅周辺に配布していた。しかし、有力な手掛かりは得られず、Aの友人にある捜査員が「家出」を口実に話を聞こうとしても、「（Aは）家出するような理由がない」と返され、返答に窮するという事態もあった。一方で誘拐事件の噂が広まり、各新聞社には「誘拐事件らしい」という読者からの投書が多々寄せられたり、タクシーに乗車した記者が運転手から「誘拐だってね」と訊かれたりするようなことが起こっていた。
12月25日19時30分以降、「十日会」は報道協定の取り扱いについて協議し、県警との間で「犯人を心理的に追い込んで被害者の生命、身体に新たな危害を及ぼさないよう配慮する」の点で基本的に合意、Bが一般市民や犯人への呼びかけを行うことを希望していたこともあって、協定解除を決定した。1970年に報道協定の制度が確立して以降、報道協定が締結された誘拐事件で、被害者の安否確認や、犯人（犯人グループ）の逮捕がいずれもできないまま協定が解除され、公開捜査に切り替わった事例は、同年3月に『週刊新潮』に掲載されたことで協定の意味が失われた富山・長野連続女性誘拐殺人事件の「長野事件」に次いで2例目であり、特捜本部と被害者家族が独自に判断したことによる事例としては初だった。公開捜査開始の方針を決めた当初、県警は報道各社に対し、犯人検挙に至るまでの間、誘拐事件であることは伏せ、行方不明事件として報道することを要望したが、報道機関側は反対し、最終的にはBが犯人に呼び掛けを行うことを了解したことから、報道協定は解除された。
26日7時に報道協定が解除され、丸谷県警本部長は記者会見で、談話を発表。公開捜査に切り替えた理由を説明し、一般からの情報提供を求めたほか、以下のように犯人に対する呼び掛けも行っている。
協定解除を受け、報道各社は一斉に取材活動を開始し、『中日新聞』は同日夕刊から報道を開始した。翌27日までに、Aが戸田駅前で30歳代ほどの男（＝木村）と立ち話をした後、その男とともに踏切を渡って駅南の駐車場へ歩いて行く姿を目撃した女性からの証言が寄せられた（前述）。犯人に関する目撃証言はこの1点しかなく、「証言が1つでは心もとない。なんとか2つ以上にしたい」という声も上がっていたが、特捜本部はこの男を犯人と特定し、行方を追った。実際に逮捕された木村の風貌は、この女性の証言とかなり似通っていた。一方、犯人が使った車についても「モスグリーン旧型ローレル」「白い普通乗用車」「黄緑色のライトバン」「白っぽいカローラ」「うぐいす色の車」「白の旧型スカイライン」（当日18時前、戸田駅の南方約200mのアパート前に停車してあった）など、様々な目撃証言が寄せられた。特に「スカイライン」の証言は、（停車位置が）「若い女性を連れ込むには駅から遠すぎる」という疑問はあったものの、「犯人らしい男が待ち顔で立っていた」という証言が重要視され、一時は「犯人の車の可能性も強い」と公表されていた。しかし、これらの証言はいずれも木村が犯行に用いた車（緑色のバネット）とは大きく異なるもので、「スカイライン」情報が有力なものとして公開された結果、民間から提供された情報も「スカイライン」関連のものばかりになったため、後に木村が捜査線上に浮上し、彼の用いていた車が黄緑色のバネットと判明して以降も、聞き込みでバネットに関する情報がほとんど得られずに終わるという弊害も生じた。
また、特捜本部は報道協定解除と同時に、犯人による脅迫電話（3回目・13回目）の録音テープを公開し、市民からの情報提供を求めた。それに続き、同日14時には2回目の脅迫電話の録音テープを、28日19時には11回目・14回目の脅迫電話の録音テープをそれぞれ公開した。捜査当局が犯人の声を一般市民に公開し、捜査への協力を呼びかけた事例は、本事件以外に吉展ちゃん誘拐殺人事件（1963年3月発生）、グリコ・森永事件（1984年10月、犯人の声を公開）などがある。公開捜査開始から17時間後の27日0時までに、全国から259件（愛知県内から168件）の情報提供がなされ、その後も全国から特捜本部に対し「声が似ている」「借金を抱えて夜逃げしたのがいる」など、連日100件超の情報が寄せられた。

#### 声紋鑑定
一方で公開捜査への切り替え前から、特捜本部は犯人との交渉や聞き込み捜査だけでなく、犯人からの電話の声紋鑑定を行っていた。声の質（声紋や口調など）から犯人を特定する手法は、日本では1963年（昭和38年）に発生した「吉展ちゃん誘拐殺人事件」で初めて用いられ、1970年に警察庁の科学警察研究所に「音声研究室」が設置されて以来、（1980年12月までに）同研究所が300 - 400件の声紋鑑定を手掛けていたが、それらの事件は録音された声の状態が悪かったり、録音された言葉が少なかったりなどの理由で鑑定不能だった1 - 2割を除き、いずれも正確な鑑定がなされており、犯罪捜査上「第二の指紋」として重要視されていた。また、当時は人物を特定できるほどの精度には達しておらず、鑑定実施者の技術・経験や、録音に使用した器具の性能・作動などにも左右されることから、「指紋と比べ絶対性に欠ける」として、その他の各種証拠との照合が必要（証拠能力は血液型と同じく、犯人の自白や物証の補強程度）とされてはいたものの、分析技術の向上に伴って「筆跡よりは正確な証拠」とされ、裁判所でも次第にその証拠性が重んじられるようになっていた。
特捜本部による逆探知の結果、桑名市付近および名古屋市（名東区・千種区付近、東区付近、中川区付近）から数回の電話があったことや、3日の電話2回（19時28分・同54分）は一般加入電話からかけられたものであることが判明していた。また、やり取りの内容などから、「愛知県尾張地方から岐阜県西濃地方にまたがる地域の出身で、大阪近くに長期間いたことのある中年男」という犯人像が浮上し、犯人が「営業車」（タクシーのこと）「段取り」という言葉を使っていたり、電話でAを「ちゃん」付けで呼んでいたり、時折敬語を使ったりしていたことから、「犯人は（営業部門の仕事などで）接客に慣れた男」という見方も強まっていた。愛知県警犯罪科学研究所や芥子川律治（元中京女子大学教授：方言研究家）、鈴木松美（日本音響研究所所長）がそれぞれ犯人の声を分析したところ、以下のような結果が出た。
| 鑑定を行った人物・機関 | 鑑定経緯・手法 | 鑑定による推測 | 推測の根拠 | 木村の人物像・電話をかけた場所                                                                   |
| ---------------------- | --- | --- | --- | ------------------------------------------------------------------------------------------------ |
| 愛知県警犯罪科学研究所 | 逆探知結果から、電話の発信源を特定。 | 一連の電話の声はすべて同一人物によるもの。年齢は25 - 40歳程度で、職業運転手か車関連の職業に就いている男の可能性がある。 | 音声解析により、電話の主をすべて同一人物と断定した上、脅迫電話の訛りや声紋分析の結果などから犯人像を推定した。 タクシーを「営業車」と呼んだり、「段取り」という言葉を使ったりなどの特徴的な言葉遣いから、「車関連の人物」という犯人像を推定。         | 当時30歳（名古屋市出身）、関西での居住歴はなし。職業は寿司職人。身長は167 cm（20年間変動なし）。 |
| 芥子川律治             | 特捜本部から鑑定依頼を受けて実施。 | 犯人は岐阜県美濃地方（奥美濃を除く中濃・西濃地方と岐阜市周辺）、もしくはその周辺（尾張北西部から西濃にかけての地域と、滋賀県東部まで）の生まれで、かなり長期間にわたって大阪で生活したことのある男。 年齢は20歳代後半から30歳代程度。 | 方言やアクセント、そして興奮した際の「さかい」「しとき」といった語尾から。 | 当時30歳（名古屋市出身）、関西での居住歴はなし。職業は寿司職人。身長は167 cm（20年間変動なし）。 |
| 鈴木松美               | 中日新聞社から依頼を受け、公開捜査にあたって公開された犯人の脅迫電話（5回分）の録音テープを繰り返し耳で聴き、次いでテープの言葉の中から同じ「ア」という後続母音を見つけ出し、周波数分析装置（ソナグラフ）で解析した。 「ファントの法則」（声の周波数の高さと、身長の高さは反比例するという法則）や、声帯の動き・口腔内の動かし方、声の艶、声紋の特徴などといった特徴から犯人像を分析した。 電話交換機のリセット・パルスを分析し、発信電話局管内を特定した。 | 5本のテープの声は同一人物。身長170 cm以下、年齢は35歳まで。入れ歯・抜け歯などの特徴もない。 『中日新聞』（1981年1月6日）紙上では、犯人の職業について「長距離トラックの運転手を想像させる」とコメントしていた。 3回目と13回目の電話は同一の電話局管内から発信されているが、それ以外の電話は全てそれぞれ異なる電話局管内から発信された（＝犯人が逆探知などを避けるため、車を使って広範囲を移動しながら電話をかけていた可能性がある）。 | 後続母音の「ア」の音を構成していた3つのフォルマント（声の周波数成分）の位置関係が同じ。 犯人の声の基本周波数（133ヘルツ）は、それまで鈴木が調べてきた日本人の平均値よりやや高かったため、「ファントの法則」から、犯人の身長を170 cm以下と推定できる。 | 当時30歳（名古屋市出身）、関西での居住歴はなし。職業は寿司職人。身長は167 cm（20年間変動なし）。 |

鈴木が鑑定を実施した当時は犯人像が全く不明で、犯人が様々な方言を使って声を変えていたことから、複数犯説を取る新聞もあった中、県警の声紋鑑定室は単独犯説を取っており、鈴木の鑑定は後者の鑑定結果を裏付けるものとなった。木村が逮捕されるまでに、聞き込み捜査によって10人以上の不審人物が捜査線上に浮上したが、彼らはいずれも声紋鑑定により「シロ」と断定され、捜査線上から消されていった。この時、捜査線に上がった人物には、1978年にAが母親Dを亡くした交通事故の加害者（Bに保険金3,000万円を支払った）や保険会社の担当者、「犯人の声に似ている」と名指しで通報された名古屋市港区在住の人物、（犯人がタクシーを「営業車」と呼んでいたことから）タクシー運転手やトラック運転手などがいた。

#### 木村の動向
12月26日朝、公開捜査となり、報道機関が身代金要求の電話の声の一部をテレビなどで放送したところ、木村は身内から「お前がやったのか」などと厳しく詰問され、乙からは「もしお父さんが犯人であれば子供2人を連れて死ぬ」などと泣きつかれた。これに対し、木村は「俺はやっていない」などと否定し続けた一方、丙には自分の行動について、他人から聞かれた際には「2日は14時30分ごろ、丙宅を出て夕方に戻り、20時ごろ自宅に帰った。翌3日、丙は医者に行き、夕食をして19時ごろに帰宅したが、その際には既に木村が丙宅に来ていた」と話すように依頼し、2日 - 3日にかけてのアリバイ工作をした。また、「いつ捜査の手が伸びてくるかわからない」と不安になったことから、翌27日には市営新出来荘（名古屋市東区出来町）に引っ越している。この時は軒先の子供用ブランコ、洗濯竿用の支柱などを置き去りにしたままで、隣人への挨拶もしていなかった。木村は同月23日ごろ、「初寿司」の社長に対し、同月26日に引っ越したい旨を申し出たが、同日は別の従業員の休日と重なっていたため、27日に引っ越すことになった。なお、毎日新聞中部本社報道部の記者が蟹江町役場から取り寄せた木村の住民票によれば、木村は12月22日付で新出来荘に引っ越している。木村は当時の心境について、妻や母、親類から「もし犯人なら一緒に死ぬ」と言われ、出頭に踏み切れなかったという旨を述べている。
正月に新年会議が開かれた際、木村は身内から「お前がやったのではないか」「12月初めの行動がおかしい」などと厳しく詰問され、公開された脅迫電話の録音テープを聞いた友人からも同様に詰問された。木村は頑なに犯行を否定し続けた一方、妻子を捨てて知人のいる四国へ高飛びすることも考えたが、犯行を否定しながら逃走することは自ら犯行を認めるも同然であったため、断念している。

#### 木村が捜査線上に浮上
特捜本部は犯人の声を公開して情報提供を広く募っていた一方、犯人が事件に関連する地点（A宅付近、戸田駅、東名阪道、喫茶店「ダック」など）周辺の地理に精通していることや、それらの地点はいずれも国道1号に関連していることに着目し、「多額の借金がある」「現場一帯に土地勘がある」「公開直後に転居した」などといった犯人像を描き、それらの条件に合う人物や、その人物が関連する場所周辺での聞き込みを続けていた。
録音テープが公開された翌27日には特捜本部に対し、「寿し富」の店主（＝木村）を名指しする形で「公開された犯人の声と似ている。12月初めごろに店を閉めてどこかへ引っ越したらしい」という情報が寄せられた。同本部が木村について調べたところ、彼はギャンブル好きで多額の借金があることや、風貌が事件当日、戸田駅前でAと会った男に酷似している（前述）ことが判明し、鈴木が声紋鑑定の結果から推測した「身長170cm、30歳程度の男」という犯人像にも合致した。また、「客商売で人の応対に慣れており、脅迫電話の落ち着きぶりに一致する」「事件直後の12月2、3、4日のアリバイがはっきりしない」「親しい知人（丙）が脅迫電話の逆探知で判明した猪子石電話局管内にいる」「脅迫電話で再三口にした『三重県』にかつていたことがある」などといった、犯人に直結する手がかりも浮上した。そして、木村が前年末まで住んでいた蟹江町の家や、「寿し富」の所在地は、事件のいくつかの現場を結ぶ国道1号に近く、土地勘があることも考えられた。
12月30日、特捜本部は年内の聞き込み捜査を終え、一部を除いて正月休み体制に入ったが、一部の捜査員は自宅待機を続けた。事件発生から同日までに投入された捜査員は愛知県警が延べ15,000人、三重・岐阜両県警が11,000人だった。年明け後の1981年（昭和56年）1月5日には、愛知県知事の仲谷義明が特捜本部を訪れ、捜査員らを激励している。1月7日朝、県警は特捜本部を本部の401号室から、所轄警察署である港警察署（名古屋市港区入船）に移転した。その理由は、公式には401号室の手狭さと、現場付近への聞き込み捜査の利便性を考慮したというものだったが、捜査の長期化を予想し、長期戦の態勢を取ったとする見方が強かった。港署にとっては当時、約四半世紀前の伊勢湾台風以来の大事件だった。一方、県警本部長の丸谷は同月13日に開かれた署長会議で、「犯罪史上稀に見る悪質、残忍な行為で、警察の威信がかかっている。一日も早く解決にこぎつけるよう一層の努力をされたい」と訓示した。同月7日 - 8日および14日には、特捜本部が2回目の脅迫電話の際に入っていたバック音（前述）の音源を特定するため、名古屋市およびその周辺市町で、各所轄警察署の外勤警察官を総動員して特別巡回を実施した。

#### 毎日新聞中部本社の動向
1月9日、毎日新聞中部本社報道部に対し、読者から「蟹江町の30歳の寿司店主（＝木村）が事件後、店を閉めた。彼は犯人と声が似ている」という趣旨の電話が寄せられた。翌10日、同社の取材班は富吉温泉へ取材に出向き、木村が経営していた「寿し富」が営業していないことを確認、さらに11日にも富吉温泉で聞き込み取材を行い、同温泉の従業員たちから「寿し富」が前年12月1日 - 2日ごろに閉店したことや、店主の名前が「木村」であること、「木村」が競馬で多額の借金を抱えていたことなどを聞き出すことに成功した一方、張り込みを行っている刑事の姿も目撃している。そして、温泉近くの喫茶店で「寿し富」店主の「木村」について聞き込みを行い、木村修治を割り出した上で、「寿し富」や木村の住んでいた借家は、いずれも誘拐現場や身代金投下現場にほど近いことなどを突き止めた。
同取材班はその後も木村の周辺取材を行い、彼が公開捜査の翌日（12月27日）ごろに行き先も告げずに引っ越したこと、その引っ越し先（新出来荘）や勤務先（初寿司）についての情報などを得た上で、13日にはスキー客を装って「初寿司」を訪れた記者が、スキー板とストックの間に仕掛けた小型の特殊カメラを用い、サンロード店で働いていた木村の顔を隠し撮りすることに成功している。同日夜、記者が地下鉄東山線で木村を尾行したところ、木村は自宅（新出来荘）へ向かうバスへの乗換駅である栄駅で下車せず、寿司を持って東山線で栄以遠に向かっていた（後に丙宅に直行していたことが判明）。その後、14日には店に木村の姿がなかったため、記者が木村の友人を装って店に電話をかけ、同日は木村は休みであること、そして彼は19時退勤の日と21時退勤の日があることを把握した。一方、このころには社内でも誘拐事件に対する関心が高まり、「寿司屋の主人が犯人らしい」という噂が広まったことから、「どこから（情報が）もれるかわからない。社内でも、極秘に行動しよう」という申し合わせがなされ、検討会の場所は報道部から別室に移されることになった。
取材班は15日以降、交代で木村を尾行し、その行動パターンや人間関係などを把握していった一方、記者と接触した捜査幹部の様子から、木村は県警側からも重要人物としてマークされていることが判明する。このため、この時点で既にAは殺されている可能性が高いと見られていたこともあって、17日の検討会では「直当たり」（木村への直接取材）も提案されたが、逮捕後の調べに対して事前準備をされ、追及しづらくなる恐れを懸念した警察当局の強い反対があり、キャップもAの生存の可能性が捨てきれないことや、木村が自殺する虞を指摘して慎重な構えを示したため、直接取材は見送ることとなった。
翌18日、木村を尾行した取材班の記者4人は、彼が名東区猪高町大字猪子石のマンション（丙宅）に入り、その際に階段を駆け上がっては踊り場から外をじっと見ている姿を確認。事件発生直後は名古屋市南西部に集中していた脅迫電話の架電場所が、12月4日になって急に猪子石局管内からかかっていたことや、同日に肩を負傷した丙を、木村がこのマンションの近くの病院まで車で搬送していた事実から、木村への嫌疑が強まることとなった。

## 逮捕・起訴

### 任意同行
以上の状況証拠から、県警は木村をマークし、彼の声と犯人の声紋を照合するため、木村の知人の協力を得て、木村の電話の声を録音し、犯人の声と比較照合したところ、木村の声と犯人の声が酷似していることが判明した。通常の成人男性の声の場合、1秒間の振動数は120サイクルだったが、犯人の声や木村の声紋はいずれも150サイクル/秒で、犯人の声の中でも特徴的な声紋を示していた「キッサテン」などの単語は特に木村の声紋と一致していた。特捜本部はそれまでに十数人を超える不審者の声紋分析を行っていたが、「声紋酷似」の結果が出た人物は木村だけであった。これは、1981年（昭和56年）1月19日夜のことである。この鑑定結果から、木村への嫌疑を強めた特捜本部は、同日夜から木村の住んでいた新出来荘で張り込みを行い、翌20日6時35分ごろ、木村を重要参考人として県警本部へ任意同行した。
同50分、木村は県警本部の取調室に連行され、事情聴取が開始された。一方で14時40分、特捜本部は新出来荘の木村宅を家宅捜索しており、木村への取り調べと並行して、彼の家族・関係者からも事情聴取を行っている。

### 逮捕
取り調べに当たった刑事は、捜査一課の警部補1人と、部長刑事2人だった。木村は当初、警部補から「世間に詫びねばならんことがあるはずだ」と追及されても「何のことかわからない」と返答したが、特捜本部は、電話を通さない木村の肉声で改めて声紋分析を行ったり、木村に対するポリグラフ検査を行ったりした。ポリグラフ検査の結果、「誘拐」やAの名前といった事件に関連する言葉に対する明確な反応が出た。このため、同本部は木村への容疑を固め、同日11時55分、身代金目的誘拐の容疑で逮捕状を用意した。令状の用意は報道陣に目立たぬよう、愛知中村簡易裁判所で行われた。
特捜本部は昼過ぎから、本格的な取り調べを開始した。木村は裏付け捜査に基づいた取調官からの追及を受け、15時30分ごろ、Aを誘拐・殺害した旨を自供した。そのきっかけは、取調官が女手一つで木村を育ててきた母親について言及し、「おふくろさんにこれ以上迷惑を掛ける気か」と説得したことだった。その後、木村が犯行を全面的に自供したため、特捜本部は17時25分、身代金目的誘拐容疑で木村を逮捕した。取り調べ開始から約9時間30分、そして事件発生から50日目での逮捕だった。
木村は逮捕後の17時55分、県警本部から特捜本部の置かれていた港署へ移送され、翌21日午後には身柄を名古屋地方検察庁へ送致された。一方、木村が事件当日朝、知り合いの寿司店主に借金を申し込んで断られていたことや、犯行に使ったワゴン車にAの頭髪が残されていたことなどが判明し、丙宅からは木村が現金投下を指示するために用いたメモ用紙が押収された。

#### 遺体の捜索
特捜本部は木村の自供を基に、逮捕直後の20日21時40分から木曽川で遺体の捜索活動を開始した。その後、1月25日、2月1日および8日の3回にわたり、特捜本部による大規模な捜索活動が展開された。県警だけでなく、第四管区海上保安本部、遊漁船組合、愛知・三重両県の漁協、民間の潜水クラブらも捜索に協力、そしてB自身も名古屋水上警察署の警備艇に乗船して捜索に参加したが、遺体発見には至らなかった。
1回目の大規模捜索が行われた25日時点では、仮に遺体が底に沈んだ場合はほとんど水底を動かないため、「よほどの目こぼしをしない限り、すでに見つかっていなければならない」と見られていた一方、遺体が水面近くを漂っていた場合は、12月6日（遺体遺棄の翌日）から3日間連続で大潮の日が続き、潮の干満が激しかったことや、例年に比べてかなり西風が強かったことから、木曽川東岸の木曽岬村に漂着するものと見られていた。そのような状況下で遺棄現場（木曽川橋）から河口付近を広範囲に捜索しても遺体が発見されなかったことや、河口付近で広範囲に張られていた海苔粗朶（幅1.5km）にも遺体が引っ掛かっていなかったことから、「遺体は既に伊勢湾に流出している」という見方が強くなった。実際、同月16日に特捜本部が砂と魚のすり身を混ぜて詰め込んだポリ袋入りのマネキン（重さはAの体重とほぼ同じ50kg）2体を使い、木村がAの遺体を投棄したのと同じ満潮2時間後に木曽川橋から投げ入れて実験したところ、発泡スチロールの浮きをつけなかった1体は約200m下流に漂いながら水没し、そのまま川底にとどまっていた一方、浮きをつけたもう1体は約5時間で海に流れた。また、同じく満潮2時間後に合成樹脂の空き瓶（1L）3本を使って漂流実験を試みたところ、3本とも川に流してから2時間 - 2時間40分で河口付近の岸に打ち上げられたため、浮いていれば引き潮に乗って相当な速さで下流に流れることが判明した。このため、特捜本部は仮にAの遺体が流れに浮いていた場合、確実に伊勢湾に流入したものと見て捜索を行った。やがて、捜索範囲は潮流の関係で三河湾、そして伊良湖岬や熊野灘にまで拡大されたが、実際には遺棄現場付近の木曽川の底に沈んだままだった。
一方、Aの遺留品についても捜索を行い、1月23日には木村の自供通り、蟹江町蟹江新田銭袋の日光川右岸寄りの水底（観音寺橋から約800m下流）で、Aが愛用していた辞書などが入ったバッグを発見した。同月6日にはほぼ同じ地点（観音寺橋から675m下流、水深約1m）から、木村の自供通りAの眼鏡が発見された。

### 起訴
名古屋地検は同年2月10日、木村を身代金目的拐取罪で名古屋地方裁判所へ起訴した。木村は翌11日、特捜本部に殺人・死体遺棄容疑で再逮捕され、同月13日には名古屋地検に追送検された。名古屋地検は14日、名古屋地裁に10日間の拘置を請求し、請求通り23日までの拘置を認められたが、この時に行われた拘置尋問に対し、木村は容疑事実を認めた。その後、名古屋地検はさらに10日間の拘置を請求し、3月5日まで拘置期限が延長された。
その後、木村は同年3月5日に殺人罪・死体遺棄罪で追起訴され、同月13日に身柄を名古屋拘置所へ移送された。誘拐・身代金要求については、声紋鑑定の結果や、身代金投下を指示したメモなどといった有力証拠があった一方、この時点ではまだAの遺体は発見されておらず、「死体なき殺人事件」のまま一括起訴されることとなったが、名古屋地検は殺人と死体遺棄が表裏一体の関係にあることや、誘拐・身代金要求の過程で行われていたことが大きな補強証拠になることを理由に、「木村の自白は変わっておらず、これまでの捜査で供述を十分裏付ける証拠が得られた」として、公判維持に自信を見せていた。これにより、捜査は事件発生から94日目で事実上終結し、特捜本部も残務整理が終わり次第、解散することとなった。一方、Bは「自分の手でなんとかして娘を見つけたい」と4月から教習所に通い、モーターボートの操縦免許を取得し、遺体発見前日の5月4日には、購入するボートを見に行っていた。なお、木村自身は公判前（および遺体発見前）に開かれた裁判官・検察官・弁護人との打ち合わせで、罪状を全面的に認める旨を伝えていた。

### 遺体発見
初公判直前の5月5日、遺棄現場となった東名阪道木曽川橋から上流約1kmの木曽川（川幅800m）中央付近（座標）で、ボートに乗って釣りをしていた男性が、人の腕が出ているシート包みを発見、三重県警察に110番通報した。急行した桑名警察署員らで包みを右岸（三重県側）に引き揚げたところ、中身は女性の遺体だった。遺体は木村の自供通り、首に綿ロープを二重に巻きつけられ、腰から二つ折りにエビのように曲げられた状態で、その上からレジャーシート2枚で包まれ、さらにその上から頭と両足首を白い綿ロープできつく縛られていた。また、服装はAが誘拐された際に着ていたものと同じだったため、三重県警から連絡を受けた愛知県警特捜本部は県警本部に遺体を移し、BとCを呼んで確認を取らせた。結果、Cが「間違いありません」と証言したことや、歯型・指紋・血液型などを調べたところ、左手親指の指紋と右手の掌紋がそれぞれAのものと一致したことから、遺体はAと断定された。遺体の発見場所や状況、使われたレジャーシートや綿ロープなどは、いずれも木村の自供と一致したため、その裏付けが取られる格好となった。これほどまでに遺体発見が遅れた要因としては、木曽川橋付近の川底には水流の変化による大きな窪み（深さ3 - 4m、直径10m）があり、そこに遺体が嵌まり込んで沈んだままになっていたことや、ダイバーによる捜索を行っても、ダイバーが水の流れに抗しきれないほど水流が速い上に、周辺水域の水中は腕時計の針すら読めないほど視界が悪かったことなどが可能性として考えられている。そのような状況に置かれていた遺体がこの日になって発見された理由は、春になって水温が15℃前後に上昇し、遺体内部に腐敗によるガスが発生したことで浮力がついたところ、同月4日 - 5日にかけての同年最大の大潮（干満差は250cm前後）の激流によって浮上したためと考えられている。
遺体の捜索開始から発見までに、警察以外にも第四管区海上保安本部、名古屋税関、釣り船組合、ダイバー連盟、そしてAの地元の町内会などといった民間人が協力し、船は計12,000隻、ヘリコプターも計48機が投入された。

## 刑事裁判

### 第一審
第一審の審理は、名古屋地方裁判所刑事第3部（合議体）に係属した。事件番号は昭和56年(わ)第144号・昭和56年(わ)第290号で、判決に携わった裁判官は、裁判長の塩見秀則と、白木勇・熱田康明の両陪席裁判官である。
木村は身代金目的誘拐罪で起訴された後、経済的理由から国選弁護人の選任を希望したため、名古屋地裁は2月17日、名古屋弁護士会に推薦依頼を出した。その結果、同月27日には同会所属の小栗孝夫が木村の弁護人を担当することとなった。同会は、本事件についてはセンセーショナルな報道がなされたことや、「難事件になるだろう」との見通しなどから、委員会で特別人選を行い、小栗を選任した。一方で名古屋地検も、通常の公判部検事に加え、捜査を担当した刑事部の主任検事2人を投入する異例の態勢で初公判に臨んだ。

#### 初公判
1981年5月15日、名古屋地裁刑事第3部（塩見秀則裁判長）で、被告人・木村修治の第一審初公判が開かれた。
木村は罪状認否で、12月4日以降の電話について、既に身代金要求の意図はなくなっていたことを主張したが、それ以外の点については全面的に起訴事実を認めた。木村の弁護人を務めた小栗も、12月4日 - 6日の電話は身代金要求の行為には該当しないと主張したが、起訴罪名については争わなかった。これ以降、審理は順調に進み、木村の情状立証が裁判の中心となった。木村は当時の心境について、以下のように述べている。

#### 証拠調べ
第2回公判（同年7月10日）では、検察官の申請した証拠調べが行われ、約400点の証拠（犯行各現場の検分調書、声紋鑑定書、関係者らの調書など）などのほとんどが証拠採用された。第3回公判（同月23日）でも引き続き、検察官による採用された証拠の説明が行われた。
第4回公判（8月6日）では検察官により、木村の友人・愛人（丙）・親族の証言調書が説明され、木村が犯行後に逃亡を計画していたり、公開捜査で犯人の声が流されて家族から自身の犯行を疑われた際にも「オレはそんなだいそれたことをするはずがない」と受け流していたりしたことなどが明かされた。検察官は続く第5回公判（9月8日）で、木村による脅迫電話の録音テープを再生した。
第6回公判（9月24日）および第7回公判（10月6日）では、木村による自白調書が検察官によって読み上げられた。また、検察官は第6回公判で、証人としてAの父親Bと、Aの生前の学友の2人を申請した。一方、弁護側は第7回公判で、情状面の反対立証を行うべく、木村の実母と高校時代の同級生の2人を証人として申請した。
第8回公判（11月12日）で木村に対する弁護人からの本人尋問が行われ、木村は事件の遠因となったギャンブルについて「一宮の寿司店員時代、店の近くに競輪場があり、客にも競輪好きが多かったので誘われるままに覚えた」などと述べた。また、誘拐の計画と同時に殺害も考えていたことや、犯行に対する躊躇の念がなかったことなどを明かした一方、死刑など重罰に処される可能性も頭をよぎったことなども述べ、妻子たちについては「とんでもない荷を負わせてしまった」と涙ながらに語った。さらに木村は初公判後、B宛に謝罪の手紙を書いていたことも明かしたが、Bは木村からの謝罪の手紙を拒絶している。
第9回公判（11月26日）でも引き続き、木村への本人尋問が行われ、続いて検察官の情状証人としてBや、Aの親友だった女子大生が出廷し、それぞれ木村を死刑に処すよう求めた。その後、木村側の情状証人として、木村の実母（当時59歳）と高校時代からの友人がそれぞれ証言を行った。この後、地裁は検察官が申請していた現場検証を却下し、同日をもって事実審理を終えた。

#### 死刑求刑
1981年12月24日に論告求刑公判が開かれ、名古屋地検の検察官は木村に死刑を求刑した。同日の公判の冒頭では、木村が弁護人から現在の心境を問われ、「生に対する執着心がないといえばウソになりますが」と前置きした上で、「私が死刑になることを遺族や私の家族、そして社会が望むなら、私が死刑になることが一番いいことだと思う」と述べた。当時、被告人が自ら死刑を望む旨を述べたことは異例とされている。
続いて、須見作治・高橋巽の両検事は、約1時間15分におよぶ論告の冒頭で、本事件を「社会が戦慄を覚えた事件」と位置づけた上で、丙との不倫関係を作って平和な家庭生活を自ら破壊し、密かに生活資金を調達するためギャンブルで借金を重ねたことを挙げ、犯行動機に同情すべき点がないことを強調した。犯行については「アルバイトを求めて何の警戒心も持たないAを対象に選び、一瞬のうちに命を奪った挙句、安否を気遣う家族につけ入り3,000万円を要求し続けた」と、事件の社会的影響の深刻・重大さについては「最近この種の事件が多発し、多額の身代金を一挙に入手しやすい卑劣な犯行」と、それぞれ言及した。その上で、木村が計画段階から犯行着手後まで一度も犯行を躊躇せず、公開捜査後に親族から追及を受けても動揺することなくアリバイ工作をしたことを挙げ、「良心の呵責は到底見られない」と主張、木村が逮捕後に合掌・読経している点や、法廷で涙を流した点についても「（合掌・読経は）水の中のAが夢枕に立つため、煩悩を断つためで真心からの悔悟、祈りではない。公判ではむしろ他人に（責任を）転嫁しようとした。我が子のことでは涙を流しても、なぜAのことでは涙を流さなかったのか」と糾弾している。
そして、「自己本位の欺瞞に満ちた生活態度に終止し、その破綻の解決を凶悪無比な犯行に求めた。完全犯罪を企て冷静に実行した行為は大胆、冷酷、非情、残忍そのもので天人ともに許さない。改悛の情も認められない、その反社会的性格はもはや改善の余地はない」として、「法と正義の名において、次の通り求刑する。被告人に対し死刑」と結んだ。

#### 最終弁論
1982年（昭和57年）2月2日の公判で、弁護人の最終弁論が行われ、第一審の審理は結審した。国選弁護人の小栗は、「木村の犯行は非情なものであり、殺害を事前に計画した点で犯情は重い」と位置づけた一方、犯行の計画性を「周到とは言えない」と主張した。その上で、犯行に至るまでの木村の転落過程については「人間的に理解できる。ギャンブルへの親近性は環境に由来するもので現代社会そのものが、ギャンブルに汚染されている一端がうかがえる。木村は借金とギャンブルの悪循環、借金返済の切迫した状態の末で自己を失った末の犯行」と陳述した。
また、情状面では木村がAの冥福を祈っていることや、「他人の子供を含めて、子供をかわいがる性格」であったことなどを挙げ、情状酌量を求めた。そして死刑廃止論や、ヨーロッパの主要国ですべて死刑が廃止されていることについても言及した上で、死刑制度は憲法第36条で禁止された「残虐な刑罰」に該当するという旨や、「死刑は一般犯罪の予防として特別な威嚇力がないのに、これを維持する正当性はない」とも主張した。小栗は裁判官（判事）時代、「自らは絶対に死刑判決を下さない」との信念を持って職務に当たった死刑廃止論者であり、弁論の大半を死刑違憲論に割いていた。
木村は最終弁論後、「私一人の愚かな行為でAさんを犠牲にしてしまい、Aさんと遺族に申し訳なく思っている。Aさんの冥福を祈りつつ、与えられた判決に答えるつもりです」と述べた。

#### 死刑判決
1982年3月23日に判決公判が開かれ、名古屋地裁刑事第3部（塩見秀則裁判長）は求刑通り、木村に死刑を言い渡した。
死刑判決の場合、判決理由を先に述べた後で主文を言い渡すことが多いが、塩見は冒頭で「被告人を死刑に処す」と主文を読み上げた。身代金目的誘拐・殺人事件で死刑判決を受けた被告人は、1980年2月に水戸地裁で死刑判決を受けた日立女子中学生誘拐殺人事件の犯人以来だった。また最高裁によれば、戦後、身代金目的誘拐・殺人事件の第一審で死刑判決を受けた被告人は、木村が8人目だった。

##### 判決理由
名古屋地裁 (1982) は木村がかけた電話のうち、18回目の電話までを身代金要求行為に該当すると認定した一方、19 - 25回目の電話は身代金要求には該当しないと判断。その理由として、「ダック」の近くで様子を窺った際、不審な動きをする自動車の存在に気づき、半信半疑ながらも警察が捜査に乗り出していることを疑ったことや、18回目の電話をした直後、自宅に電話したところ、乙からひっきりなしに電話がかかっている（＝借金返済の期限を過ぎたことから、借金先が自宅に何度も電話をかけてきている）ことを知ったことなどから、身代金を手に入れて借金返済に充てれば、金の出処を疑われると考え、身代金の入手を断念したと認定。木村がかけた19回目以降の電話は、「外見上みのしろ金要求文言が含まれているとはいえ、警察への通報を遅らせたり、死体の処分を安全にするため、警察の捜査をあらぬ方向にそらさせたりする目的でこれをかけたものと認めざるをえず、これらが真にみのしろ金取得の目的でなされたと認めることはできないのである。」と結論づけた。事実関係についてはこの点を除き、実質的な争点がなかったため、ほぼ検察官による起訴事実がそのまま認定された。
そして、量刑の理由では、Aを誘拐直後に絞殺し、平然とBへの執拗な身代金要求を行った一方、死体に重石をつけて酷寒の木曽川に投棄したことを「それ自体兇悪な犯罪であることは多言を要しない。」とした上で、犯行動機は丙との不倫関係で多額の出費を抱え、以前失敗して懲りていたはずのギャンブルに再び手を出して再度失敗し、多額の借金を抱える結果となったことであり、まったく同情の余地がないことを指摘した。また、犯行前に周到に計画を立てて準備を行っていることや、犯行手段が「人間的な情愛の片鱗だに窺うことができ」ない冷酷非情なものであることを挙げ、「被告人の行動は、自己の欲望を満たすためには他人の生命さえも犠牲にし、その家庭を破壊して憚らない非人間的、反社会的なものであり、とうてい許されるべきものではない。」と指弾した。そして、被害者Aの無念や遺族であるB・Cの受けた心痛・衝撃、および処罰感情、本件が社会におよぼした深刻な衝撃と不安を列挙し、「この種犯罪の再発を防止するためにも本件の量刑が十分寄与するよう考慮されなければならない。」として、木村にとって有利な情状（生い立ちにやや同情すべき点がある点、結婚後は子供を可愛がり、勤勉に働いていた点、改悛の情が顕著である点、木村の家族の心情など）を考慮しても、「本件犯行は、前記のとおり動機、計画性、態様、手段方法、結果、社会に与えた影響等からみてあまりにも重大であり、慎重に考慮を重ねても、被告人に対しては極刑をもって臨むほかない」と結論づけた。
なお、弁護人が主張していた死刑違憲論については、死刑制度を合憲とした1948年（昭和23年）3月12日の最高裁大法廷判決を引用し、「（同判決に）変更を加える理由はない」として、訴えを退けた。また、「犯行経過にはずさんな点もあり必ずしも周到な計画とはいえない。被害者が児童ではなく自ら危険から身を避けることも可能な成人誘拐で死刑になった例は少ない」という弁護側の主張については言及しなかった。

##### 判決への評価
裁判長として死刑判決を言い渡した塩見は、学生時代から任官当初にかけては死刑反対論者で、若手時代に北海道の裁判所で殺人事件の審理を担当した際には、死刑を主張する先輩裁判官2人を説得して無期懲役で合議をまとめたこともあった。しかし、裁判官として経験を積むうちに「死刑反対は浮ついた理想論。実際の事件は、そんなに甘いもんじゃない」という考えを抱くようになり、本事件では死刑判決を言い渡すに至った。塩見は退官後の2008年、『毎日新聞』の取材に対し「死刑は存続すべきだ」と断言している。一方、本判決を宣告し終えた際には木村に対し「14日以内に控訴ができる。判決が判決だから、自分の将来をよく考えて」と説諭していた。
『中日新聞』記者の野首武・石塚伸司は本判決について、名古屋地裁は改悛の情を考慮した上で犯行事実の重みを重視して「なお極刑のほかない」と結論づけた判決である旨を評している。庭山英雄（中京大学法学部教授）も同様の評価を下した上で、その背景については「同種の犯罪の再発を断ち切る、という裁判官の強い意思の現れ」と評している。
前田俊郎（専修大学法学部教授）は1982年5月26日の『朝日新聞』で、死刑問題についての研究報告を述べたが、その中で「永山事件」の控訴審判決と、本判決をそれぞれ、死刑制度に対する裁判所の見解が非常に対照的に別れたものとして紹介している。前者は「死刑はいかなる裁判所でも死刑を選択したであろう程度の情状がある場合に限定せられるべきもの」と述べた上で、弁護側が主張していなかった点についても「死刑の宣告には裁判官全員一致によるべきものとする精神は考慮に値する」と独自の見解を示した一方、後者は「死刑合憲の最高裁判例に従う」として、弁護人（小栗）が主張していた死刑廃止に向かっている諸外国の例や、数多くの学説を引用した死刑違憲論を排斥したものだった。

##### 控訴
木村は判決の翌日、名古屋拘置所で弁護人の小栗と面会した際、控訴について消極的な態度を示していたが、小栗や母親と再三面会して説得を受けたことや、控訴を勧める一般市民の面会人・手紙の存在から、態度を軟化させ、「死をもって償うという考えは今でも変わらないが、弁護人の勧めなどで、生きて償う姿勢も理解できるようになった。しかし、被害者の気持ちを思うと、自分では結論が出せない。弁護人が控訴することに、あえて反対はしない」と述べるようになった。木村自身は自著で、母や丙から控訴を強く勧められたほか、弁護人の小栗からも「法廷でのあなたの供述と、控訴して高等裁判所の判断を仰ぐことは決して矛盾しない」「あなたが控訴しないといっても弁護人としては控訴したい事案なので、その場合、それを取り下げてしまうようなことはしないでほしい」と説得されたものの、当初はマスコミや世間から「木村は控訴しない」という見方が強く、「控訴することによってまた騒がれることになるのが、どうしようもなく嫌」と感じていたものの、最終的には控訴期限最終日である14日目に、小栗による控訴を受け入れたという旨を述べている。
このため、小栗は同年4月5日、刑事訴訟法第355条および第366条に則り、量刑不当を理由に名古屋高等裁判所へ控訴した。小栗は控訴理由について、「木村は改悛の情が明らか。また、犯行は（子供と違って判断力のある）成人女子を対象にしたものであり、仮に死刑制度を認めたにしても木村を死刑にすることによって同種事件の再発防止には効果がない。死刑は重すぎる」と述べている。

### 控訴審
控訴審の事件番号は昭和57年(う)第139号で、審理は名古屋高裁刑事第2部（村上悦雄裁判長）に係属した。
控訴審における木村の弁護人は、国選の大池龍夫が担当した。大池は第一審の小栗と同様、弁護士会の特別人選によって選任された国選弁護人であるが、木村に対しては本事件について「どちらかといえば無期になるべき事案である」という見通しを示していた。第一審と同様、情状面における判断が中心になったが、第一審で出廷していなかった元愛人の丙は（検察官からの心証が悪いことから）証人として召喚できず、木村自身も「もう誰も表面に立たせたくない」という姿勢を示していたため、情状証人の召喚ではなく、木村自身が弁護人から勧められる形で、事件に至るまでの経緯を記した上申書を提出することとなった（日付は同年9月30日付）。この上申書では、犯行までの経緯や現時点での心境などに加え、妻との関係を細かく綴り、「愛人〔丙〕との関係は火遊びでなく本気で将来を考えた間柄だった」と説明していた。しかし、大池はその上申書をまともに読もうとしないまま、「いいから、そのまま裁判所に提出しなさい」と言ったという。控訴趣意書は同年9月20日に、木村の上申書は同年10月7日にそれぞれ提出された。

#### 公判
控訴審初公判は、1982年10月18日に開かれた。弁護人の控訴趣意は、「本件犯行の動機、態様等には量刑上斟酌すべき余地があり、また、被告人は、出生後間もなく父を失い、恵まれない環境に育ったこと、その性格は老人子供にやさしく、仕事も非常に真面目で、粗暴犯の前歴が全くないこと、本件で逮捕された後は、犯行を自供し、現在は日夜被害者の冥福を祈り、ざんげの生活を続けており、改悛の情が顕著であることなどの諸事情も存するのであり、死刑制度の運用は極めて慎重でなければならないことなどをも併せ考慮すれば、被告人に対しては、極刑を科するよりは、自由刑を科して贖罪の生活を送らせることとするのが相当であるから、被告人を死刑に処した原判決の量刑は重きに失し不当である」というものであった。この中で、弁護人は死刑慎重論の提起に加え、他事件との量刑対比も行ったが、その中で「本件より情状が悪質とみられるこれらの事件でさえ死刑判決を回避しており、被告に対する死刑は刑の均衡を失している」として、第一審または控訴審で無期懲役が言い渡された他の殺人・強盗殺人事件の判例（7事件、後述）を証拠として提出していた。また、犯行のきっかけとなった多額の借金の原因であるギャンブルや、丙との愛人関係に関しては、「愛人（丙）との関係は単なる浮気ではなく、寿司店の出店をめぐって妻に冷たくされ“心の家出”の末知り合った仲。将来を真剣に考えており、そのための金を得るためにギャンブルに手を出した」として、情状酌量の余地を主張したほか、以下のような事情を訴えた。
1. 犯行前に自殺して生命保険金を手に入れることで解決しようとするなど、犯行を回避した面がある
2. 脅迫電話で声を工作しないなど、周到性を欠く
3. 死刑の威嚇性（同種犯罪の再発防止）が薄れていることから、応報刑としての死刑の運用は慎重に行うべきである

一方、検察官は「犯行は自己の非をすべて他人に転嫁する行為であり、犯情、動機、計画性、社会的影響は重大。一審判断に誤りはなく、控訴は理由がない」とする答弁書を陳述した。
控訴審は事実関係に争いがなかったため、第2回公判（同年11月24日）で結審した。同日は被告人質問が行われ、弁護人の大池が木村に対し、乙と結婚するまでの心境、結婚後の夫婦関係や乙への愛情が冷めていった経緯、出店計画が持ち上がり途中で断念することになった経過などや、収監先である名古屋拘置所内での生活・現在の心境などについて質問を行った。

#### 控訴棄却判決
1983年（昭和58年）1月26日に控訴審判決公判が開かれ、名古屋高裁刑事第2部（村上悦雄裁判長）は原判決を支持して木村の控訴を棄却する判決を言い渡した。
名古屋高裁（1983）は、犯行態様を以下のように非難した。斎藤充功（1995）はその判決理由について、被告人の情状よりも、「犯行の社会性」を重視したものだったと指摘している。
その上で、犯行動機は丙との不倫関係やギャンブルなどで借金を重ね、その返済に困窮したというもので、同情の余地がないことや、事前に『中日新聞』の告知板や電話帳・名古屋市区分地図などを調べた上でAを標的に選び、凶器のロープなどを事前に用意したり、誘拐・殺害の場所を事前に下見するなど、周到な準備を重ねた末に、計画的に犯行におよんだことを指摘した。そして、「犯行の手段方法が巧妙悪質であるうえ、犯行態様が極めて冷酷非情であり、かつ、残忍非道であるといわざるを得ない。」と認定した上で、以下のように結論づけた。

##### 上告
木村は判決後、名古屋拘置所で大池と面会し、彼から不服の意や「上告すべきだ」という意見を伝えられてそれを了承、同日中に最高裁判所へ上告した。木村は二審判決で、弁護人が控訴趣意書で挙げた死刑慎重論や、他事件との量刑対比などの点について全く言及がなかったことに関して「弁護人共々、最も不満に思う点であります」と述べて、「それ以上にその感を強くする」ものとして、「永山事件」の控訴審判決や、1982年暮れに東京高裁で無期懲役の判決が言い渡された警察官による強姦殺人事件などについて言及している。

### 上告審
上告審の審理は、最高裁第一小法廷に係属した。事件番号は昭和58年(あ)第208号で、担当した最高裁判事は大内恒夫（裁判長）以下、角田禮次郎・高島益郎・佐藤哲郎・四ツ谷巖の5人である。
1983年3月11日付で、上告審の国選弁護人として中村浩紹が就任することが決定。中村は1983年9月26日付で、上告趣意書を提出した。その趣意は以下の通りである。
1. 死刑制度は、憲法第36条（残虐な刑罰の禁止）、憲法第25条（国民の生存権の保障）に違反する[271]。1948年（昭和23年）3月12日の最高裁大法廷判決で、死刑制度は日本国憲法に違反しないことが判示されていたが、同判決から35年が経過したことや、死刑廃止に向かう世界的な趨勢などから、「今こそ、各国の死刑制度廃止へ向けての最高裁判所の決断が求められる時期といわなければならない。仮に、制度そのものゝ存置を認めるとされる場合にあっても、これ程論議の対象とされ、問題点を含む「死刑」という刑罰については、その宣告は、十二分に考慮され、慎重な適用がされなければならないのである。」と指摘した[272]。
2. 甚だしい量刑不当[273]。綿密な計画性の存在を否定し[274]、木村の改悛の情が顕著であることや[275]、第一審もしくは控訴審で無期懲役が言い渡された殺人・強盗殺人事件の判例7件（死体をバラバラに切断した強盗殺人、女性を強姦して殺害した強盗殺人など）との比較から[276]、死刑を適用した原判決は著しく不当であり、正義に反することを主張した[277]。

木村は前述のように、第一審の段階では自ら死刑を望んでおり、上告前後も弁護人や支援者に「死刑でも仕方ない」と打ち明けていたが、上告後は「生きて償いたい」と望むようになり、全国の拘置所に収監中の死刑囚で構成される「麦の会」に入会したり、機関誌などに「罪を罪として直視し、反省を深め失われた人間性を取り戻していくことが償いの道」という主張を投稿するなどして、死刑廃止論を訴えていた。

#### 弁論期日指定と延期
第一小法廷は1986年10月末、国選弁護人の了承を得た上で、上告審の公判（弁論）期日を同年12月11日に指定した。国選弁護人は当初、「裁判を引き伸ばしても結果は同じだ」として、最高裁の弁論期日を受け入れるつもりだったが、木村の母親や支援者らが弁護士の安田好弘に木村の弁護を依頼した。これは、後述のように安田が司ちゃん誘拐殺人事件の控訴審で、死刑の第一審判決から無期懲役への減軽判決を勝ち取った実績を買い、支援者たちの間で「安田に弁護をしてもらうべきだ」という声が高まっていたためだった。安田は当時、宮代事件の高裁での弁護を担当しており、弁護を引き受けるべきか迷いながらも、同年11月14日、名古屋拘置所へ出向いて木村と接見した。その後、安田は12月10日に私選弁護を引き受け、同月20日までにすべての事件記録を読み、後に木村の義姉となった支援者の日方ヒロコに対し、今後の弁護方針（最高裁に対し、職権で事実調査をすることを求める）を説明した。木村は1987年1月12日付で、安田の選任届を提出している。
また、安田以外にも名古屋の弁護士3人が、私選弁護人として弁護を引き受けることとなった。新たに弁護を引き受けた弁護士は、岩田宗之・加藤毅・伊藤邦彦である。同年11月15日、伊藤と中村が話し合い、中村が最高裁に口頭弁論延期願いを提出したが、同月18日付で棄却決定通知が来た。しかし12月5日、伊藤は岩田とともに再び最高裁に出向き、口頭弁論期日延期願いを届け出る。同小法廷は同年12月8日付で、11日に予定されていた弁論を延期し、弁論期日を1987年（昭和62年）3月19日に変更することを決定、関係者に通知した。同時期には、第三小法廷で同年11月上旬に予定されていた連続企業爆破事件の弁論が、翌1987年2月に延期されたり、第二小法廷で同年11月28日に予定されていた「秋山兄弟事件」の弁論が、予定日前日に弁護人が辞任したことで延期せざるを得なくなったりと、最高裁に係属していた死刑事件の審理が延期される事態が相次いでいた。なお、私選弁護人が選任されて以降も国選弁護人は解任されなかったため、私選弁護人と国選弁護人が訴訟終了まで併存することとなり、1987年3月19日に開かれた弁論でも両者が弁護人席に同席したが、実際に弁論を行ったのは私選弁護人のみだった。

#### 安田好弘の動向
上告審から私選弁護人として木村の弁護を担当した安田は、本事件と同じ1980年に発生した身代金目的誘拐殺人事件であり、そして同じく被告人が第一審で死刑判決を言い渡された事件である司ちゃん誘拐殺人事件（山梨幼児誘拐殺人事件）の弁護を控訴審（東京高裁）から担当していたが、そのころから司ちゃん事件と類似した事件である本事件についても着目していた。司ちゃん事件は無抵抗な幼児の誘拐と、執拗な身代金要求が特徴だった一方、本事件は計画性に関してはあちらより強いものの、被害者は成人であり、身代金要求の回数もはるかに少なかったため、安田は「過去の量刑基準からすればSさん（木村）の事件のほうが量刑は軽い。もしSさん（木村）の事件で死刑判決が出ると、Tちゃん事件（司ちゃん事件）に悪い影響がある」と考え、本事件の弁護を引き受けるに至った。安田は、本事件で死刑判決が出た背景について、名古屋という特有の風土や、この時期にテレビでワイドショー番組が放送されるようになったこと、被害者が名門大学の女子大生だったこと、犯人の脅迫電話がテレビで流れたこと、遺体がなかなか発見されなかったことから、本事件が連日報道され、被害感情・木村への処罰感情が峻烈になったことを指摘している。なお、司ちゃん事件の犯人は控訴審の段階では東京拘置所に収監されていたが、このころから同じ年に誘拐殺人事件を犯した木村に親近感を抱き、名古屋拘置所に収監されていた木村宛の手紙を送るようになっており、木村が上告してからは彼が「生きて償いたい」という思いを抱くようになったこともあって、互いに励まし合うようになっていた。
安田は本事件、そして同年に発生した新宿西口バス放火事件・司ちゃん誘拐殺人事件の3事件でそれぞれ弁護を担当したが、これらの3事件を「私の後の仕事を決定づけたともいえるもの」と評している。また、木村に死刑を言い渡した第一審判決の量刑理由にも「……まことに忍び難いものがあるが、本件犯行は……あまりにも重大であり、慎重に考慮を重ねてみても、被告人に対しては極刑をもって臨むほかないとの結論に達したものである」とあったことから、安田は同判決についてこう述べている。
その上で、木村の控訴を棄却した控訴審判決については「一審の裁判官のメッセージは届かなかったのである。」と評している。
一方、安田は司ちゃん事件については犯情の重さ（被害者が5歳の幼児である点、犯人が2週間以上にわたって過去最多回数の身代金要求電話をかけ続けた点）から、控訴審でも死刑判決が維持される可能性が大きいと踏んでいたが、結果的には東京高裁で原判決を破棄し、被告人を無期懲役とする、安田自身も「予想外」と評した判決が言い渡されている。安田は、司ちゃん事件の控訴審で東京高裁の裁判長として無期懲役への減軽判決を言い渡した鬼塚賢太郎が、「島田事件（同事件の審理と同時期、同高裁で再審請求審が行われていた死刑冤罪事件）を契機に、確信的な死刑廃止論者になった」と述べていたことに言及し、同事件では偶然そのような裁判官と出会ったことが無期懲役の決定的な理由となったという考察を述べている。一方、木村の死刑執行直後（1995年12月24日）に開かれた死刑執行への抗議集会では、「もし木村さんの事件が、名古屋でなくて東京で裁かれていたなら、どれほどウルトラな裁判官であろうとも死刑にはならなかっただろうと思います。名古屋であったがゆえに死刑判決が出され、それが維持された、典型的に不合理な死刑判決であったと思うのです。」と評している。日方も、当時の名古屋では「上告審は事実を争うところではない」と聞かされており、死刑事件（三審制の裁判で一度でも死刑判決を受けた事件）の上告審は「セレモニーに過ぎない」と言われていたことや、司ちゃん事件の犯人が控訴審では長期審理を行った上で木村より2年遅く無期懲役判決を受けたことを挙げ、弁護士の力量や裁判官の裁量次第で、判決が不当に生（無期懲役）と死（死刑）に左右されているという旨を述べている。
安田は弁護人に就任して以来、「著しく正義に反する事実誤認あるいは量刑不当」を主張するため、それらを裏付ける新証拠を発見すべく、木村本人や彼の友人、小学校時代の担任、木村に金を貸していた相手、木村に紐やレジャーシートを売ったとされる店員、そして丙など、木村の関係者たちから事情を聞いて回った。また、日方や彼女の実母らとともに事件現場に出向き、事件当時の木村の行動を検証した上で、殺害方法（前述）や計画性などについて一・二審の事実認定（および、その根拠となった木村の自供内容）を否定する内容の主張を展開することとなった。木村は1986年11月以降、裁判記録に目を通し始めたが、その際に捜査段階における自身の供述を基にした原判決の認定する殺害方法が不可能であることや、遺体の再梱包に用いられたとされるブルーシートが存在しないこと、凶器や遺体の梱包に用いられたとされるロープについても不可解な点が多々ある（自身が用いたロープは1種類であり、Aを絞殺後にロープをカミソリで切断し、首に残したロープは後頚部で二重に細結びにした。切断したロープともう1本の同じ太さのロープで遺体を梱包したはずが、発見された遺体の梱包に用いられたロープは全く違う種類だった）ことなどに気づいた旨を主張している。

#### 上告審弁論
1987年3月19日の弁論当日、弁護側は原判決（控訴審判決）および原原判決（第一審判決）が捜査段階における木村の自白に依拠しているが、その自白は多くの客観的事実と異なり、不自然かつ不合理であることや、誘拐・殺害の決意時期やその準備行為の有無、殺害行為の時間・場所・態様、死体遺棄の決意時期・態様などの面で、原判決には著しい事実誤認がある旨を主張。特に、凶器として用いられたロープは犯行のために用意したものではなく、日ごろから木村の車の後部座席にあった道具箱に積んであった物であるという旨や、原判決で認定されたような殺害方法による殺害は不可能である旨などを、弁護団による実験結果などを交えて主張し、綿密・周到な計画に基づく犯行ではない旨を主張した。また、木村は事件を起こすまで、不遇な生い立ちを抱え、様々な挫折を味わいつつも勤勉に働きながら真面目に生活していたという旨や、過酷な労働によって心身ともに疲弊する中で借金を重ねたことが犯行につながったこと、現時点では心から犯行を悔悟し、事件によって辛い思いをしている自身の家族とともにAの冥福を祈っていること、死刑の一般的量刑基準と比べても木村に死刑を言い渡した原判決は不当に重いこと、死刑違憲論などといった主張も展開した。そして、事件の舞台となった名古屋で、木村の義父および妻であった甲・乙父娘や、木村が借金していた相手である高利貸しやノミ屋の主人、木村がかつて修行していた一宮の寿司屋の店主、そして木村の幼いころからの友人らにより、死刑を回避するよう求める嘆願書が書かれていることも、木村にとって有利な情状として挙げた。この嘆願書は1983年9月、木村が小学6年生だったころの担任だった教諭と、同級生3人が発起人となり、同年5月24日から集めたもので、署名人数は1万人近くに達していた。
一方、検察側は「犯行の動機、計画性、態様、結果の重大性や一般予防の見地からみて、被告人の有利な一切の情状を斟酌しても、極刑をもって臨む以外になく、死刑判決は正当」と反論し、上告棄却を求めた。同年6月29日、第一小法廷は判決公判期日を7月9日に指定。弁護人らは弁論後も引き続き事実関係の精査を進めており、判決期日の延期を申請したが、退けられている。
安田は上告審判決の2日前、木村の本籍地を移した。これは、判決書に記載される本籍地の表示が間違っていれば、それが判決訂正申立の理由となることを狙ったためであり、2日前という直前にその手続を行った理由は、「裁判所は判決前に戸籍を取り寄せるが、それが二日前ということはないだろうから」という理由であり、その狙い通り、判決書には旧本籍が記載されていた。一方、Bは第一審初公判から上告審弁論まで欠かさず公判を傍聴し続けていたが、上告審弁論の際、死刑廃止を訴える木村の支援者たちに取り囲まれたことにショックを受け、判決公判の傍聴には訪れなかった。

#### 死刑確定
1987年7月9日10時から上告審判決公判が開かれ、最高裁第一小法廷（大内恒夫裁判長）は木村による上告を棄却する判決を言い渡した。最高裁は、いわゆる永山事件判決（第二小法廷：1983年（昭和58年）7月8日判決）で死刑選択の基準を示して以降、死刑の是非を審査する場合は概ね同判決で示された指針に依拠してきたが、本事件以前に最高裁が死刑の量刑を維持した事例は、いずれも被害者が複数の事例であった。つまり、この上告審判決は「永山判決」以降で初めて、最高裁が殺害被害者1人の事件について死刑の量刑を維持した事例である。本判決も「永山判決」で示された死刑適用基準に従い、木村の犯行について判断した。その上で、罪質・結果の重大さ、計画的な犯行である点、動機に同情の余地がない点、殺害方法が冷酷非情である点を指摘。そして、遺族の被害感情、社会的影響に照らし、木村が反省していること、前科は窃盗1件のみであることなどを考慮しても、「被告人の罪責はまことに重く、原判決が維持した第一審判決の死刑の科刑は、当裁判所もこれを是認せざるを得ない。」と結論づけた。
同日、木村の弁護人5人は裁判官忌避を申し立て、最高裁の期日指定を「一方的」と捉えたことや、審理不尽などを理由に1人も出廷しなかった。弁護人が出廷を拒否することは異例の事態だったが、法廷は弁護人不出廷のまま開廷された。安田は同日、最高裁の事件受付に10時の2分前を狙って裁判官の忌避申立（「裁判官はこの裁判に関与すべきではない」という申し立て）を提出した。受付から裁判官室までは距離があるため、10時の開廷までに申し立ての書類が裁判官の手元へ届かないことは明らかだったが、安田はこの「忌避申立」は先権事項であることを利用し、もし裁判官たちがこれを見落として判決を宣告すれば、その判決は法令違反となり、取り消しを求めることができると考えたのである。しかし裁判の冒頭で、判決期日指定を一方的だと受け取った傍聴人たちが一斉に抗議したことから、開廷が30分遅れ、その間に忌避申立の書類が裁判官室に届いた。結局、裁判官忌避の申立は裁判冒頭で却下され、安田の目論見は失敗に終わった。大内が野次を飛ばす傍聴人を静止した後も野次が続いたため、傍聴人3人が退廷させられたが、判決宣告直後にも傍聴人のほとんどが起立し、死刑反対などの声を叫ぶなど、法廷は騒然とした雰囲気に包まれていた。
木村は判決後、同小法廷に対し、刑事訴訟法第415条に基づいて判決訂正申立書を提出した。判決訂正申立は、判決文の字句・計算違いなどの訂正に用いられる手続きであるが、木村が提出した訂正申立書は犯行の事実誤認（情状に関する事実など）や死刑制度の是非について、それまでの主張をほぼ繰り返したものだった。しかし、この申立は同年8月4日付の決定により棄却された（参照：刑事訴訟法第417条第1項）。このため、同月6日付で木村の死刑が確定し、同月13日以降、それまで名古屋拘置所内で被告人（未決拘禁者）としての処遇を受けていた木村は、死刑囚（死刑確定者）としての処遇を受けることとなった。死刑確定は同年に入って3件目（4人目）で、身代金目的誘拐殺人で死刑が確定した死刑囚（死刑確定者）は、戦後8人目だった。

## 死刑確定後
木村は死刑確定後の1993年（平成5年）9月10日付で名古屋拘置所の所長宛に、個別恩赦を出願した。また、名古屋拘置所が『創』編集者の対馬滋による自身への取材目的の接見や、菊田幸一（当時：明治大学教授）らとの手記出版のための打ち合わせ目的の接見を不許可にしたことをいずれも違憲と主張し、国家賠償請求訴訟を提起していたが、前者は木村の死刑執行後となる1998年（平成10年）に最高裁で原告敗訴（請求棄却）の判決が確定、後者も2000年（平成12年）に東京地裁・東京高裁で原告敗訴の判決が言い渡されている。

## 死刑執行
1995年12月21日9時31分、木村修治は収監先の名古屋拘置所で死刑を執行された（45歳没）。法務大臣は宮澤弘で、当時はオウム真理教に対する破防法手続き問題の時期だった。また、村山政権下における死刑執行はこれが3度目（計8人目）となった。
名古屋拘置所における死刑執行は、1985年（昭和60年）5月31日、愛知県知多郡武豊町の資産家一家3人強盗殺人事件の犯人である元会社社長（当時53歳）に対してなされて以来、10年ぶりで、1993年（平成5年）3月の死刑執行再開（前回の執行から3年4か月ぶり）以降では初だった。
安田は同日の死刑執行について、「オウム事件などの社会不安が広がる中で『死刑が必要だ』という確信を広めようとの意図であり、死刑の日常化が狙い」と分析している。

## 事件当事者の家族のその後

### 被害者Aの遺族
Aの父親Bや弟Cは、事件後も娘（姉）であるAの無事を祈り続けており、12月31日（大晦日）に改築が終わった自宅に移った際も、Aの部屋を設けて帰りを待ち続けていた。また、Bは木村の逮捕前に記者会見した際、犯人を「犯人の方」と呼んだり、「自首してくださることを」「返していただきたい」など丁寧な言葉を遣ったりした上で、Aの解放を訴えていた。
Cは「姉さんのことが気がかりで試験を受ける気にならない」と、1981年1月10日・11日に予定していた国公立大共通一次試験の受験を断念。事件のショックで1年の浪人生活を送った後、1982年春には愛知大学に入学した。Cは1986年（昭和61年）春に大学を卒業し、名古屋に本社を置く企業に就職したが、上告審判決が言い渡された1987年7月時点では大阪に勤務していた。そのため、父親Bは同月時点で、息子Cが帰省してくる週末を除き、1人で暮らしていた。
Bは木村に死刑判決が言い渡された1982年3月、「春休み、夏休みを利用してAの身の回りの品をだんだん整理していきたい」と述べていたが、成人式の際に購入した振り袖など以外は処分できず、木村の死刑が執行された1995年12月時点でも、Aの部屋や遺品は事件当時のまま保管されていた。Bは、木村の死刑執行について「もっと早く執行すべきだった」「死刑廃止（論）はでたらめ。死刑制度がある以上、（執行は）即刻やるべきだ」と述べている一方、木村が事件を起こすに至った背景や、木村の家族の事件後の境遇を踏まえ、以下のように述べた上で、木村も事件前に誰かに相談していれば、Aを殺さずに済んだだろうという旨を述べている。

## 事件の影響
事件当時、誘拐現場近くの戸田駅にはタクシーがなかったが、12月21日にAを探すチラシが配布されて以降、隣駅である近鉄蟹江駅まで乗り過ごし、そこからタクシーで戸田まで帰る女性が増えた。また、Aが在学していた金城学院大学は冬休み明けの1981年1月8日、学生部長名義で「諸君各自においても今後この種の事件に巻きこまれることのないよう、十分な留意と自衛を心掛けるようにして下さい」という注意文を貼り出した。
『週刊実話』（日本ジャーナル出版）は1981年2月12日号で、木村の出生地について「出生地の旧地名は、戦前から名古屋に住む人たちにとって“ある意味”を持つ。いまだに、あからさまには口に出せない地名である。」と報じた。部落解放同盟はこの記事に対し、「木村の出自を部落と結びつける記事」として抗議し、糾弾会を実施、雑誌は回収された。同誌は次号（2月19日号）で、当該記述を削除し、謝罪文を掲載している。
1981年7月27日に山梨県北巨摩郡武川村（現：北杜市）で発生した主婦誘拐殺人事件の犯人は、本事件をヒントに身代金の奪取を計画し、犯行におよんだ。

### 捜査の教訓
『中日新聞』は、事件の捜査が長期化した原因および今後の課題点として、公開捜査への切り替えが遅かったことや、特捜本部が犯人逮捕を重視するあまり、犯人との接触の機会を2度にわたって逸した（#犯人との接触失敗）ことを挙げている。前者については、成人が身代金目的誘拐の被害者となった場合の生存率が極めて低い（犯人にとっては人質を解放すれば、逮捕される危険性が高いため、初めから殺害の意図を持って被害者を誘拐するケースが多い）ことや、公開捜査開始が事件発生から25日目と遅く、公開後には既に目撃者の記憶が風化していたことを課題点として指摘している。『週刊サンケイ』も、公開捜査への切り替え時期が遅かったことで目撃者たちの記憶が薄れ、目撃情報の正確性が低下していたことに加え、ある警察庁幹部の「（誘拐事件の捜査に）有利な条件などあるものじゃない。あるチャンスが勝負時なんだ。信じられないことをしたもんだ」という声を引用し、捜査陣が犯人（木村）との接触の際に慎重を期すあまり、木村から指定された時間を故意に遅らせたり、接触を拒否したりしたことを「結果論だが、最大のチャンスを失したことになろう。」と批判している。
毎日新聞取材班は、県警が報道協定取扱い方針の付記第2項「協定（仮協定を含む）が締結されている間、当該警察本部の責任者は捜査の経過をくわしく報道機関に発表する」に反し、犯人からの脅迫電話の一部（犯人が電話してきた「師崎」に犯人を呼び込むべく、捜査陣が同店での現金授受を犯人に求めていたことなど）を伏せていたり、発表時間を遅らせていたことを、問題点として指摘している。また、報道陣側の反省点として、（協定解除前に）犯人の行動範囲内の旅館に前線基地を作った新聞社があったこと、誘拐現場をうろついたり、Aの母校でインタビューを始めたりした記者がいたことを挙げ、「そこには「人命尊重」の建前より、取材競走に勝ちたいという考えが優先されていた」と指摘した。その上で本事件の教訓として、成人誘拐は犯人が被害者に危害を加える危険性が高く、早期解決が求められることや、本事件では公開捜査で犯人の声を公開したことが事件解決につながったことを指摘し、本事件のように犯人からの連絡が途絶えた場合は、その時点で速やかに協定を解除して公開捜査に切り替えるべきであると提言している。事件当時、同紙の愛知県警キャップを務めていた土井健三も、このような問題点を踏まえ、「協定は最小限の機会にとどめ、捜査当局と報道各社が緊張感を保っていなければならない」と提言している。
『読売新聞』の記者座談会でも、木村が用心深い行動を取っていたことに加え、公開捜査への切り替えの決断が遅く、効率の悪い秘匿捜査でほとんど有力な目撃情報を得られないまま時間を費やしすぎたことが、捜査の長期化の原因として挙げられている。

## 評価
毎日新聞取材班（1981）は、木村が殺害・死体遺棄の状況を淡々と語る姿について「自分だけで他人に対する思いやり、他人の悲しみ痛みなどについては極端に想像力に欠けている。」として、神奈川金属バット両親殺害事件（1980年11月発生）の犯人との類似性を指摘している。
朝倉喬司（1982）は、Aが通学していた金城学院大学が「名古屋随一のお嬢さん学校」であること、木村がかけた身代金要求の電話が尾張訛りだったこと、そして木村がAの家族や捜査機関と全く接触を持っていなかったにも拘らず、聞き込み情報を辿られて逮捕に至った点などを指摘し、「木村の敗北の原因」を「犯罪の構想力が地域性を超えられなかったこと」と評している。その上で、「警官というのは、元来が地区割りに煮つめられた組織であり、地域内の階級感情の特殊性だとか、土地にしみついた行動パターンを追うのは滅法うまいのだ。ついでにいっておけば、愛知県警というのは、これ（本事件）と逆の、よそものが地元でおこした犯罪とか、広域犯罪の捜査には大チョンボをくりかえすことで有名だ。」と述べている。

### 同種事件との比較
身代金目的の誘拐殺人は、その伝播性・模倣性の点からも、一般予防の見地から、強い非難の対象とされるべき犯罪と考えられており、殺害された被害者が1人の場合でも、死刑に処された事例は少なくない（例：雅樹ちゃん誘拐殺人事件・吉展ちゃん誘拐殺人事件・正寿ちゃん誘拐殺人事件など）。
森炎（2011）は、死刑が確定した本事件と、本事件の4か月前（1980年8月）に発生し、最終的に無期懲役が確定した司ちゃん誘拐殺人事件で量刑判断が分かれた理由について考察し、本事件では犯人の木村が被害者を誘拐直後（最初の身代金要求の電話を掛ける前）に殺害していた一方、司ちゃん事件では犯人の計画が場当たり的で、犯行着手前にもいったんは誘拐を思い直していたことや、誘拐後も2日間は被害児の面倒を見ながら過ごし、殺害を躊躇していたことなどが、被告人にとって有利な情状として考慮された旨を指摘している。また、森は本事件と甲府信金OL誘拐殺人事件（無期懲役が確定）についても比較・考察を行い、本事件では木村が被害者を誘拐した時点で殺害を決意していたと認定された一方、甲府事件の犯人は誘拐時点ではそこまで明確な殺意は抱いておらず、被害者に騒ぎ出されたことで殺害に至ったと認定された（本事件より犯行の計画性は低いと見られた）ため、それぞれ量刑判断が分かれたという旨を指摘している。
司法研修所（2012）は、1970年度（昭和45年度）以降に判決が宣告され、1980年度（昭和55年度） - 2009年度（平成21年度）の30年間にかけて死刑や無期懲役が確定した死刑求刑事件（全346件：うち193件で死刑が確定）を調査し、殺害された被害者が1人の殺人事件（強盗殺人は含まない）で死刑が確定した事件は全48件中18件（全体の38％）と発表している。本事件や司ちゃん事件のような身代金目的の誘拐殺人（全10件）の場合、木村を含む5人の死刑が確定した一方、5人の無期懲役が確定しているが、以下のように、本事件を含む死刑になった5事件のうち4件（泰州くん誘拐殺人事件を除く）は、拐取直後に被害者を殺害することを事前に計画していた事案だった一方、無期懲役が確定した5事件は、いずれも拐取前に殺害を計画していた事案ではなかった。その点を踏まえ、司法研修所（2012） は、「身代金目的の誘拐殺人は、一般的に、事前に犯行計画が練り上げられ、実行のための準備が整えられることが多いが、事前に被拐取者の殺害が計画されている場合には、被拐取者の生命侵害の危険性が極めて高く、その行為が生命を軽視した度合いが大きいことが考慮されているものと思われる。」と、永田憲史（2010）は「殺害の計画性がなくとも、誘拐後短時間のうちに殺害した場合には、殺害の計画性があった者に準じて扱われると言ってよい」とそれぞれ評価している。
| 死刑確定事件               | 死刑確定事件 | 無期懲役確定事件                        | 無期懲役確定事件 |
| 事件                       | 事前の殺害の計画性 | 事件                                    | 事前の殺害の計画性 |
| -------------------------- | --- | --------------------------------------- | --- |
| 日立女子中学生誘拐殺人事件 | 拐取直後に被害者を殺害することを事前に計画していた。 | 司ちゃん誘拐殺人事件                    | いずれも拐取前から殺害を計画していた事案ではなかった。ただし甲府信金OL誘拐殺人事件の被告人は、犯行着手前から漠然とではあるものの、犯行発覚防止のため、被害者の殺害も考えていたとされる。 |
| 本事件                     | 拐取直後に被害者を殺害することを事前に計画していた。 | 山梨県武川村主婦誘拐殺人事件            | いずれも拐取前から殺害を計画していた事案ではなかった。ただし甲府信金OL誘拐殺人事件の被告人は、犯行着手前から漠然とではあるものの、犯行発覚防止のため、被害者の殺害も考えていたとされる。 |
| 泰州くん誘拐殺人事件       | 計画性は低いが、誘拐から1時間半後に被害者を殺害し、身代金を要求した。殺害動機は「足手まといになる」との理由だったが、控訴審では「被害者の誘拐を決意した後の被告人の行動に照らすと、まさに計画的犯行に比すべきものがあると思料される」と評価されている。 | 甲府信金OL誘拐殺人事件                  | いずれも拐取前から殺害を計画していた事案ではなかった。ただし甲府信金OL誘拐殺人事件の被告人は、犯行着手前から漠然とではあるものの、犯行発覚防止のため、被害者の殺害も考えていたとされる。 |
| 裕士ちゃん誘拐殺人事件     | 拐取直後に被害者を殺害することを事前に計画していた。 | 名古屋中国人女性誘拐殺害事件（2被告人） | いずれも拐取前から殺害を計画していた事案ではなかった。ただし甲府信金OL誘拐殺人事件の被告人は、犯行着手前から漠然とではあるものの、犯行発覚防止のため、被害者の殺害も考えていたとされる。 |
| 熊本大学生誘拐殺人事件     | 拐取直後に被害者を殺害することを事前に計画していた。 | 名古屋中国人女性誘拐殺害事件（2被告人） | いずれも拐取前から殺害を計画していた事案ではなかった。ただし甲府信金OL誘拐殺人事件の被告人は、犯行着手前から漠然とではあるものの、犯行発覚防止のため、被害者の殺害も考えていたとされる。 |

## 事件を題材とした作品
- 『名古屋・女子大生誘拐殺人事件』 - 1981年6月29日20時00分 - 20時54分にかけ、ドラマ・人間（テレビ朝日系列）で放送されたテレビドラマ[391]。制作は東映および全国朝日放送（ANB） [392]。脚本：掛札昌裕、演出：佐藤肇、主演は夏木陽介[391]。毎日新聞中部本社報道部が綿密な取材活動により、各社に先駆けて犯人（木村）を割り出し、スクープするまでの経緯を描いている[393]。新聞社の県警詰め記者たちを夏木・西田健・荒木しげる・石山律雄が、容疑者を澤田勝美が[391]、被害者の女子大生（役名「ゆかり」）を下川久美子がそれぞれ演じている[394]。
- 『奇跡体験!アンビリバボー』（フジテレビ系列） - 2014年（平成26年）7月3日放送回で、本事件を題材とした再現ドラマ「女子大生誘拐事件★すれ違う想いが招いた悲劇」が放送された[395]。
- 『水トク!』（TBS系列） - 2016年（平成28年）3月16日に放送された「緊急特別企画 TVの前の犯人に告ぐ 全国包囲網ザ・鑑識！」で、本事件の再現ドラマが放送された[396]。